# Liste der Kulturdenkmale in Freiberg-Altstadt, L–Z
In der Liste der Kulturdenkmale in Freiberg-Altstadt, L–Z sind die Kulturdenkmale des Freiberger Stadtteils Freiberg-Altstadt verzeichnet, die bis Februar 2023 vom Landesamt für Denkmalpflege Sachsen erfasst wurden (ohne archäologische Kulturdenkmale) und deren Anschrift mit den entsprechenden Anfangsbuchstaben beginnt. Die Anmerkungen sind zu beachten.
Diese Aufzählung ist eine Teilmenge der Liste der Kulturdenkmale in Freiberg.

## Freiberg-Altstadt, L–Z
| Bild                                    | Bezeichnung | Lage                                        | Datierung | Beschreibung | ID       |
| --------------------------------------- | --- | ------------------------------------------- | --- | --- | -------- |
| Weitere Bilder                          | Postmeilensäule | Meißner Gasse (Karte)                       | Bezeichnet mit 1723                                                                                                 | Kursächsische Postmeilensäule (Sachgesamtheit); Original einer Distanzsäule, orts- und verkehrsgeschichtlich bedeutend, seit 2019 zugehörig zur Kernzone des UNESCO-Welterbes Montanregion Erzgebirge/Krušnohoří | 09200663 |
|                                         | Wohnhaus in geschlossener Bebauung | Meißner Gasse 4 (Karte)                     | Um 1530 | Charakteristisches Bürgerhaus des 16. Jahrhunderts mit Stabwerk und Steildach, 1885 leicht verändert, ortsbildprägend sowie von wissenschaftlich-dokumentarischem bzw. architekturhistorischem und stadtentwicklungsgeschichtlichem Wert, seit 2019 zugehörig zur Kernzone des UNESCO-Welterbes Montanregion Erzgebirge/Krušnohoří | 09200652 |
|                                         | Wohnhaus in geschlossener Bebauung | Meißner Gasse 5 (Karte)                     | Um 1536 | Ortsbildprägendes charakteristisches Freiberger Bürgerhaus von bau- und stadtentwicklungsgeschichtlicher Bedeutung, seit 2019 zugehörig zur Kernzone des UNESCO-Welterbes Montanregion Erzgebirge/Krušnohoří | 09200649 |
|                                         | Wohnhaus in geschlossener Bebauung | Meißner Gasse 6 (Karte)                     | Um 1540/1541 | Renaissancebau mit profilierten Fenstergewänden und Steildach, ortsbildprägend sowie von architekturhistorischem und stadtentwicklungsgeschichtlichem Wert, seit 2019 zugehörig zur Kernzone des UNESCO-Welterbes Montanregion Erzgebirge/Krušnohoří | 09200653 |
|                                         | Wohnhaus in geschlossener Bebauung | Meißner Gasse 8 (Karte)                     | Mitte 16. Jahrhundert                                                                                               | Renaissancebau aus der Mitte des 16. Jahrhunderts, später überformt, bau- und stadtbaugeschichtlich bedeutend, seit 2019 zugehörig zur Kernzone des UNESCO-Welterbes Montanregion Erzgebirge/Krušnohoří | 09200668 |
|                                         | Wohnhaus in geschlossener Bebauung | Meißner Gasse 10 (Karte)                    | 2. Hälfte 16. Jahrhundert                                                                                           | Renaissancebau mit profilierten Fenstergewänden und Steildach, ortsbildprägend sowie von architekturhistorischem Wert und stadtentwicklungsgeschichtlicher Bedeutung, seit 2019 zugehörig zur Kernzone des UNESCO-Welterbes Montanregion Erzgebirge/Krušnohoří | 09200654 |
|                                         | Wohnhaus in geschlossener Bebauung | Meißner Gasse 11 (Karte)                    | Vor 1542 | Renaissancebau, frühbarock überformt und im 19. Jahrhundert aufgestockt, ortsbildprägend und von wissenschaftlich-dokumentarischem bzw. architekturhistorischem und stadtentwicklungsgeschichtlichem Wert, der mit 1670 datierte Erker im ersten Obergeschoss von singulärer und künstlerischer Bedeutung (einer der wenigen früheren Erker von Freiberg), seit 2019 zugehörig zur Kernzone des UNESCO-Welterbes Montanregion Erzgebirge/Krušnohoří | 09200650 |
|                                         | Wohnhaus in geschlossener Bebauung | Meißner Gasse 12 (Karte)                    | 1532/1539 | Charakteristischer Bau mit Steildach, wohl Renaissancebau, der vor allem im 18. Jahrhundert überformt wurde, ortsbildprägend, von architekturhistorischem Wert und stadtentwicklungsgeschichtlicher Bedeutung, seit 2019 zugehörig zur Kernzone des UNESCO-Welterbes Montanregion Erzgebirge/Krušnohoří | 09200647 |
|                                         | Wohnhaus in geschlossener Bebauung | Meißner Gasse 13 (Karte)                    | Um 1563 | Ortsbildprägend, im 19. Jahrhundert leicht überformter und aufgestockter Renaissancebau von architekturhistorischem Wert und stadtentwicklungsgeschichtlicher Bedeutung, seit 2019 zugehörig zur Kernzone des UNESCO-Welterbes Montanregion Erzgebirge/Krušnohoří | 09200651 |
|                                         | Wohnhaus in geschlossener Bebauung | Meißner Gasse 14 (Karte)                    | Mitte 16. Jahrhundert bis Anfang 17. Jahrhundert                                                                    | Renaissancebau mit Steildach und profilierten Fenstergewänden, ortsbildprägend sowie von architekturhistorischem Wert und stadtentwicklungsgeschichtlicher Bedeutung, seit 2019 zugehörig zur Kernzone des UNESCO-Welterbes Montanregion Erzgebirge/Krušnohoří | 09200675 |
|                                         | Wohnhaus in geschlossener Bebauung | Meißner Gasse 15 (Karte)                    | 1570/1630 | Charakteristischer Bau mit Steildach, Renaissancebau, später überformt, typisches Freiberger Kleinbürgerhaus, wohl Dreizellentypus, ortsbildprägend, stadtentwicklungsgeschichtlich bedeutend, seit 2019 zugehörig zur Kernzone des UNESCO-Welterbes Montanregion Erzgebirge/Krušnohoří | 09200648 |
|                                         | Wohnhaus in geschlossener Bebauung | Meißner Gasse 17, 19 (Karte)                | Bezeichnet mit 1914                                                                                                 | Markanter Bau der frühen Sachlichkeit (Architektur nach 1900) mit weitestgehend original erhaltener Fassade und Interieur in Flur und Treppenhaus, von architekturhistorischer und künstlerischer Bedeutung, seit 2019 zugehörig zur Kernzone des UNESCO-Welterbes Montanregion Erzgebirge/Krušnohoří | 09200661 |
|                                         | Wohnhaus in geschlossener Bebauung | Meißner Gasse 20 (Karte)                    | Mitte 16. Jahrhundert                                                                                               | Renaissancebau mit Steildach und profilierten Fenstergewänden, ortsbildprägend sowie von architekturhistorischem Wert und stadtentwicklungsgeschichtlicher Bedeutung, seit 2019 zugehörig zur Kernzone des UNESCO-Welterbes Montanregion Erzgebirge/Krušnohoří | 09200676 |
|                                         | Wohnhaus in geschlossener Bebauung, dazu Tresor | Meißner Gasse 21 (Karte)                    | 2. Hälfte 18. Jahrhundert / 1. Hälfte 19. Jahrhundert                                                               | Im Inneren so genannte Steyer-Stube mit Ausstattung, abgesehen davon charakteristisches Bürgerhaus der Freiberger Altstadt, ortsgeschichtlich, städtebaulich und baugeschichtlich bedeutend, seit 2019 zugehörig zur Kernzone des UNESCO-Welterbes Montanregion Erzgebirge/Krušnohoří | 09306905 |
|                                         | Wohnhaus in geschlossener Bebauung | Meißner Gasse 22 (Karte)                    | 1533/1538 | Ausgesprochen markanter Renaissancebau mit profilierten Fenstergewänden und Steildach, von architekturhistorischem Wert und stadtbaugeschichtlicher Bedeutung, seit 2019 zugehörig zur Kernzone des UNESCO-Welterbes Montanregion Erzgebirge/Krušnohoří | 09200677 |
|                                         | Wohnhaus in geschlossener Bebauung | Meißner Gasse 23 (Karte)                    | Um 1510 | Charakteristischer Renaissancebau mit Stabwerk und Steildach, ortsbildprägend sowie von architekturhistorischem Wert und stadtentwicklungsgeschichtlicher Bedeutung, seit 2019 zugehörig zur Kernzone des UNESCO-Welterbes Montanregion Erzgebirge/Krušnohoří | 09200662 |
|                                         | Wohnhaus in geschlossener Bebauung | Meißner Gasse 24 (Karte)                    | Um 1600 | Wohl in der Renaissance entstanden und überformt, insbesondere um ein Geschoss aufgestockt, barockes Segmentbogenportal, ortsbildprägend sowie stadtentwicklungsgeschichtlich bedeutend, seit 2019 zugehörig zur Kernzone des UNESCO-Welterbes Montanregion Erzgebirge/Krušnohoří | 09200672 |
|                                         | Wohnhaus in geschlossener Bebauung | Meißner Gasse 25 (Karte)                    | Mitte 16. Jahrhundert                                                                                               | Charakteristischer Renaissancebau mit profilierten und architravierten Fenstergewänden sowie Steildach, ortsbildprägend sowie von architekturhistorischem Wert und stadtbaugeschichtlicher Bedeutung, seit 2019 zugehörig zur Kernzone des UNESCO-Welterbes Montanregion Erzgebirge/Krušnohoří | 09200658 |
|                                         | Wohnhaus in geschlossener Bebauung | Meißner Gasse 26 (Karte)                    | 1869 | In seiner jetzigen Form aus der 2. Hälfte des 19. Jahrhunderts, im Kern wohl noch Substanz aus dem 16.–18. Jahrhundert, stadtentwicklungsgeschichtlich bedeutend, seit 2019 zugehörig zur Kernzone des UNESCO-Welterbes Montanregion Erzgebirge/Krušnohoří | 09200673 |
|                                         | Wohnhaus in geschlossener Bebauung | Meißner Gasse 27 (Karte)                    | Zwischen 1484 und um 1700                                                                                           | Wohl in der Renaissance entstanden und im 18. bzw. frühen 19. Jahrhundert überformt, charakteristisches Gebäude mit Segmentbogenportal und Steildach, ortsbildprägend sowie stadtentwicklungsgeschichtlich bedeutend, seit 2019 zugehörig zur Kernzone des UNESCO-Welterbes Montanregion Erzgebirge/Krušnohoří | 09200659 |
|                                         | Wohnhaus in geschlossener Bebauung | Meißner Gasse 28 (Karte)                    | 1520/1530 | Wohl spätgotischer Bau, insbesondere in der Renaissance, aber auch danach überformt, stadtentwicklungsgeschichtlich bedeutend, als eines der letzten Giebelhäuser Freibergs zudem von besonderem architekturhistorischen Wert und singulärer Bedeutung (Seltenheitswert), seit 2019 zugehörig zur Kernzone des UNESCO-Welterbes Montanregion Erzgebirge/Krušnohoří | 09200674 |
|                                         | Wohnhaus in geschlossener Bebauung | Meißner Gasse 29 (Karte)                    | Nach 1567 | Charakteristischer Renaissancebau mit profilierten Fenstergewänden und Steildach, ortsbildprägend sowie von wissenschaftlich-dokumentarischem bzw. architekturhistorischem Wert und stadtbaugeschichtlich bedeutend, seit 2019 zugehörig zur Kernzone des UNESCO-Welterbes Montanregion Erzgebirge/Krušnohoří | 09200660 |
|                                         | Wohnhaus in geschlossener Bebauung | Meißner Gasse 30 (Karte)                    | Bezeichnet mit 1518                                                                                                 | Renaissancebau, später vor allem Fassade leicht überformt, ortsbildprägend sowie stadtentwicklungsgeschichtlich bedeutend, seit 2019 zugehörig zur Kernzone des UNESCO-Welterbes Montanregion Erzgebirge/Krušnohoří | 09200669 |
|                                         | Wohnhaus in geschlossener Bebauung | Meißner Gasse 31 (Karte)                    | Zwischen 1484 und um 1700                                                                                           | Charakteristisches Gebäude mit Steildach und geohrtem Türgewände, wohl im 16. Jahrhundert entstanden und im Barock überformt, ortsbildprägend sowie stadtentwicklungsgeschichtlich bedeutend, seit 2019 zugehörig zur Kernzone des UNESCO-Welterbes Montanregion Erzgebirge/Krušnohoří | 09200655 |
|                                         | Wohnhaus in geschlossener Bebauung | Meißner Gasse 32 (Karte)                    | Zwischen 1484 und um 1700                                                                                           | Wohl Renaissancebau, später überformt, bau- sowie stadtentwicklungsgeschichtlich bedeutend, seit 2019 zugehörig zur Kernzone des UNESCO-Welterbes Montanregion Erzgebirge/Krušnohoří | 09200670 |
|                                         | Wohnhaus in geschlossener Bebauung | Meißner Gasse 33 (Karte)                    | 1. Hälfte 19. Jahrhundert                                                                                           | Ortsbildprägend sowie stadtentwicklungsgeschichtlich bedeutend, seit 2019 zugehörig zur Kernzone des UNESCO-Welterbes Montanregion Erzgebirge/Krušnohoří | 09200656 |
|                                         | Wohnhaus mit rückwärtigem Anbau (westlicher Flügel) und Hofpflaster in halboffener Bebauung                                                                | Meißner Gasse 35 (Karte)                    | Vor 1541 | Charakteristisches Bürgerhaus mit Rokokoportal und Steildach, im Kern erste Hälfte 16. und möglicherweise auch erste Hälfte 18. Jahrhundert, ortsbildprägend sowie von bau- und stadtentwicklungsgeschichtlicher Bedeutung, seit 2019 zugehörig zur Kernzone des UNESCO-Welterbes Montanregion Erzgebirge/Krušnohoří | 09200657 |
|                                         | Ehemaliger Freihof über L-förmigem Grundriss, im 21. Jahrhundert öffentliches Gebäude (Unterhof, Mannewitzhof, Spielhaus)                                  | Mönchsstraße 1 (Karte)                      | 1524/1526 | Markanter mehrgeschossiger Bau mit wertvoller Ausstattung im Innern (um 1500 und später), zeitweilig Bezirksgericht, seit 1880 Armenhaus, bau-, orts- und stadtentwicklungsgeschichtlich bedeutend, seit 2019 zugehörig zur Kernzone des UNESCO-Welterbes Montanregion Erzgebirge/Krušnohoří | 09200701 |
|                                         | Klostergebäude (Franziskaner-Kloster) | Mönchsstraße 3 (Karte)                      | Um 1509 | Mit einem Giebel an die Stadtmauer angebaut, eindrucksvoller spätgotischer Bau mit Kielbogenfenstern und -portal, Bruchsteinmauerwerk sowie hohem Steildach, Rest der einstigen Klosteranlage, künstlerisch, bau-, kirchen-, orts- und stadtentwicklungsgeschichtlich bedeutend, als eines der ältesten Bauwerke der Stadt und letztes Zeugnis einer Freiberger Klosteranlage zudem singulär, seit 2019 zugehörig zur Kernzone des UNESCO-Welterbes Montanregion Erzgebirge/Krušnohoří | 09200582 |
|                                         | Wohnhaus | Mönchsstraße 5 (Karte)                      | Nach 1648 | In die Stadtmauer eingebaut, bau- und ortsgeschichtlich bedeutend, seit 2019 zugehörig zur Kernzone des UNESCO-Welterbes Montanregion Erzgebirge/Krušnohoří | 09302623 |
|                                         | Wohnhaus in geschlossener Bebauung | Mönchsstraße 13 (Karte)                     | 1662 | Eines der wenigen und früh nach dem Dreißigjährigen Krieg entstandenen Gebäude, bau- und stadtentwicklungsgeschichtlich bedeutend, seit 2019 zugehörig zur Kernzone des UNESCO-Welterbes Montanregion Erzgebirge/Krušnohoří | 09201624 |
|                                         | Wohnhaus in halboffener Bebauung | Mönchsstraße 24, 26 (Karte)                 | Vor 1550 | Renaissancebau mit Satteldach und Stabwerkprofilen, architekturhistorisch und stadtentwicklungsgeschichtlich bedeutend, seit 2019 zugehörig zur Kernzone des UNESCO-Welterbes Montanregion Erzgebirge/Krušnohoří | 09200698 |
|                                         | Westlicher Gebäudeteil eines Wohnhauses mit Gewölbe | Moritzstraße 1 (Karte)                      | 13./14. Jahrhundert                                                                                                 | Unterteil einer mittelalterlichen Kemenate mit Kreuzgewölbe als Reste eines mittelalterlichen Steinhauses, bau- und stadtentwicklungsgeschichtlich bedeutend sowie einer der ganz wenigen erhaltenen Kemenatenreste, singulär, seit 2019 zugehörig zur Kernzone des UNESCO-Welterbes Montanregion Erzgebirge/Krušnohoří | 09200608 |
|                                         | Wohnhaus in geschlossener Bebauung | Moritzstraße 2 (Karte)                      | Nach 1552 | Als typisches Renaissancehaus mit profilierten Fenstergewänden bau- und stadtentwicklungsgeschichtlich bedeutend, seit 2019 zugehörig zur Kernzone des UNESCO-Welterbes Montanregion Erzgebirge/Krušnohoří | 09200447 |
| Weitere Bilder                          | Wohnhaus in geschlossener Bebauung | Moritzstraße 3 (Karte)                      | 1520/1530 | Mit Substanz aus Renaissance und Barock, im 19. Jahrhundert umgebaut, bemerkenswert das Sitznischenportal mit später hinzugefügter Kartusche, bau- und stadtentwicklungsgeschichtlich bedeutend, seit 2019 zugehörig zur Kernzone des UNESCO-Welterbes Montanregion Erzgebirge/Krušnohoří | 09200513 |
|                                         | Wohnhaus in geschlossener Bebauung | Moritzstraße 3a (Karte)                     | 1892–1893 | Markantes, spätklassizistisch anmutendes Eckgebäude, gestalterisch hervorgehoben durch Putzquaderung im Erdgeschoss und klare Achsengliederung, bau- und stadtbaugeschichtlich bedeutend, darüber hinaus im Zusammenspiel mit gegenüberliegendem Haus Nr. 5 städtebaulich von Belang (unverwechselbar gestaltete Straßeneinmündung), seit 2019 zugehörig zur Kernzone des UNESCO-Welterbes Montanregion Erzgebirge/Krušnohoří | 09200514 |
|                                         | Wohnhaus in Ecklage und geschlossener Bebauung | Moritzstraße 5 (Karte)                      | Um 1880 | Eindrucksvollster und stilreinster Neorenaissancebau Freibergs neben Körnerstraße 4 (streng horizontale Fassadengliederung, Erdgeschoss durch Putznutung hervorgehoben und deutlicher Dachüberstand), künstlerisch, bau- und stadtentwicklungsgeschichtlich bedeutend, im Zusammenspiel mit gegenüberliegendem Haus Nr. 3a zudem städtebaulich von Belang, seit 2019 zugehörig zur Kernzone des UNESCO-Welterbes Montanregion Erzgebirge/Krušnohoří | 09200521 |
| Weitere Bilder                          | Giebelwände, Keller, Holzbalkendecken, Bohlenwand und Eingangstür eines Wohnhauses                                                                         | Moritzstraße 6 (Karte)                      | Nach 1531 | Gebäude ursprünglich aus dem 16. und 18. Jahrhundert, weitgehend als Kopie unter Einbeziehung älterer Teile neu errichtet, baugeschichtlich und künstlerisch bedeutend, seit 2019 zugehörig zur Kernzone des UNESCO-Welterbes Montanregion Erzgebirge/Krušnohoří | 09200446 |
|                                         | Wohnhaus in geschlossener Bebauung | Moritzstraße 7 (Karte)                      | Um 1533 | Kleinbürgerhaus des 16. Jahrhunderts mit üblichem Achsenverhältnis und Steildach, im 18. Jahrhundert überformt (Portal), bau- und stadtentwicklungsgeschichtlich bedeutend, seit 2019 zugehörig zur Kernzone des UNESCO-Welterbes Montanregion Erzgebirge/Krušnohoří | 09200520 |
|                                         | Giebelwände, Konsolen und Keller eines Wohnhauses | Moritzstraße 8 (Karte)                      | Um 1538 | Im 18. Jahrhundert stark überformtes Renaissancehauses, Gebäude wurde 2002 vollständig erntkernt, baugeschichtlich bedeutend, seit 2019 zugehörig zur Kernzone des UNESCO-Welterbes Montanregion Erzgebirge/Krušnohoří | 09200445 |
|                                         | Entlastungsbögen auf einer Konsole ruhend an Giebelwand zu Haus Nr. 7 und Kellergewölbe                                                                    | Moritzstraße 9 (Karte)                      | 1620/1630 | Bau- und ortsgeschichtlich bedeutend, seit 2019 zugehörig zur Kernzone des UNESCO-Welterbes Montanregion Erzgebirge/Krušnohoří | 09200519 |
|                                         | Wohnhaus in geschlossener Bebauung | Moritzstraße 10 (Karte)                     | Nach 1607; um 1845                                                                                                  | Um 1845 überformter Bau der Renaissance, stadtentwicklungsgeschichtlich bedeutend, seit 2019 zugehörig zur Kernzone des UNESCO-Welterbes Montanregion Erzgebirge/Krušnohoří | 09200444 |
|                                         | Wohnhaus in geschlossener Bebauung (Roßschlächterei Franz Baldauf, Schank- u. Speisewirtschaft Johann Marbach)                                             | Moritzstraße 11 (Karte)                     | Nach 1537 | Im 16. Jahrhundert entstandenes Kleinbürgerhaus (Fenster im Erdgeschoss mit Renaissancegewänden), später überformt (Obergeschoss und Schleppluke), bau- und stadtentwicklungsgeschichtlich bedeutend, als ehemalige Rossschlächterei sowie Schank- und Speisewirtschaft auch ortsgeschichtlich wertvoll, seit 2019 zugehörig zur Kernzone des UNESCO-Welterbes Montanregion Erzgebirge/Krušnohoří | 09200518 |
|                                         | Wohnhaus in halboffener Bebauung | Moritzstraße 14 (Karte)                     | Um 1870 | Sehr markantes neogotisches Gebäude, darüber hinaus wegen seiner stiltypischen Formelemente und der klaren Fassadengliederung baugeschichtlich bedeutsam, im Zusammenhang mit Gefüge der Altstadt auch stadtentwicklungsgeschichtlich von Bedeutung, seit 2019 zugehörig zur Kernzone des UNESCO-Welterbes Montanregion Erzgebirge/Krušnohoří | 09200443 |
|                                         | Wohnhaus in Ecklage und geschlossener Bebauung | Moritzstraße 24 (Herderstraße 11) (Karte)   | 1887 | Markantes gründerzeitliches Gebäude mit historisierender Fassadengestaltung, bau- und stadtentwicklungsgeschichtlich bedeutend, seit 2019 zugehörig zur Kernzone des UNESCO-Welterbes Montanregion Erzgebirge/Krušnohoří | 09200547 |
| Direkt Bild zu diesem Denkmal hochladen | Keller | Nikolaigasse 1 (Karte)                      | Nach 1595 | Bau- und stadtentwicklungsgeschichtlich bedeutend, seit 2019 zugehörig zur Kernzone des UNESCO-Welterbes Montanregion Erzgebirge/Krušnohoří | 09200951 |
| Direkt Bild zu diesem Denkmal hochladen | Keller | Nikolaigasse 3 (Karte)                      | Nach 1595 | Bau- und stadtentwicklungsgeschichtlich bedeutend, seit 2019 zugehörig zur Kernzone des UNESCO-Welterbes Montanregion Erzgebirge/Krušnohoří | 09200479 |
|                                         | Wohnhaus in geschlossener Bebauung | Nikolaigasse 4 (Karte)                      | Nach 1603 | Mit Substanz aus dem 16. Jahrhundert, bau- und stadtentwicklungsgeschichtlich bedeutend, seit 2019 zugehörig zur Kernzone des UNESCO-Welterbes Montanregion Erzgebirge/Krušnohoří | 09200750 |
| Direkt Bild zu diesem Denkmal hochladen | Keller | Nikolaigasse 5 (Karte)                      | 16. Jahrhundert | Bau- und stadtentwicklungsgeschichtlich bedeutend, seit 2019 zugehörig zur Kernzone des UNESCO-Welterbes Montanregion Erzgebirge/Krušnohoří | 09200480 |
| Direkt Bild zu diesem Denkmal hochladen | Keller | Nikolaigasse 7 (Karte)                      | 16. Jahrhundert | Bau- und stadtentwicklungsgeschichtlich bedeutend, seit 2019 zugehörig zur Kernzone des UNESCO-Welterbes Montanregion Erzgebirge/Krušnohoří | 09200481 |
|                                         | Wohnhaus in halboffener Bebauung | Nikolaigasse 8 (Karte)                      | Bezeichnet mit 1790                                                                                                 | Markantes spätbarockes Gebäude mit axialer Fassadengliederung, Korbbogenportal und Krüppelwalmdach, bau- und stadtentwicklungsgeschichtlich bedeutend, als weitgehend ursprünglich erhaltenes Ackerbürgerhaus (mittig angeordnete großzügige Tordurchfahrt deutet darauf hin) ortsgeschichtlich wertvoll und singulär (eines der wenigen, wenn nicht gar das einzige erhaltene Ackerbürgerhaus in Freiberg), seit 2019 zugehörig zur Kernzone des UNESCO-Welterbes Montanregion Erzgebirge/Krušnohoří | 09200484 |
|                                         | Wohnhaus in halboffener Bebauung | Nikolaigasse 15 (Karte)                     | Bezeichnet mit 1608 und bezeichnet mit 1820                                                                         | Charakteristisches Handwerkerhaus (Gerberhaus) mit unregelmäßigen Fensterachsen, geohrtem Segmentbogenportal und Steildach, baugeschichtlich und stadtentwicklungsgeschichtlich bedeutend, als weitgehend ursprünglich erhaltenes Lohgerberhaus aus dem 17. bis 19. Jahrhundert zudem orts- und wirtschaftsgeschichtlich wertvoll, seit 2019 zugehörig zur Kernzone des UNESCO-Welterbes Montanregion Erzgebirge/Krušnohoří | 09200482 |
|                                         | Wohnhaus in geschlossener Bebauung | Nonnengasse 1 (Karte)                       | Um 1680 | Dreigeschossig, klar gegliederte, spätklassizistische historistische Fassade, Keller und möglicherweise auch Kern älter, stadtentwicklungsgeschichtlich bedeutend, seit 2019 zugehörig zur Kernzone des UNESCO-Welterbes Montanregion Erzgebirge/Krušnohoří | 09200020 |
| Direkt Bild zu diesem Denkmal hochladen | Schul- und Stiftsgebäude mit rückwärtigen Anbauten (Waisenhaus, Knabenschule, Beginenstift)                                                                | Nonnengasse 1a (Waisenhausstraße 2) (Karte) | Um 1680 | Im 21. Jahrhundert Hotel Am Obermarkt, langgestreckter spätbarocker Bau, zwei aufwändige Tore, gotische Kellertonne (Spitztonne), bau- und stadtentwicklungsgeschichtlich bedeutend, seit 2019 zugehörig zur Kernzone des UNESCO-Welterbes Montanregion Erzgebirge/Krušnohoří | 09200010 |
|                                         | Gebäudegruppe in geschlossener Bebauung und Ecklage, bestehend aus drei Hausteilen                                                                         | Nonnengasse 2 (Karte)                       | 1546 (zweiachsiges Gebäude am Obermarkt); zwischen 1576 und 1604 (Eckgebäude); um 1600 (Gebäude in der Nonnengasse) | Fünfgeschossiges, zweiachsiges Gebäude zum Obermarkt, anschließendes dreigeschossiges Gebäude in Ecklage mit Satteldach und vier Dachhäuschen sowie zweigeschossiges Gebäude in der Nonnengasse mit profilierten Renaissancefenstergewänden, bau- und stadtentwicklungsgeschichtlich bedeutend, zudem im Zusammenhang mit Obermarktensemble von singulärer und städtebaulicher Bedeutung, seit 2019 zugehörig zur Kernzone des UNESCO-Welterbes Montanregion Erzgebirge/Krušnohoří | 09200751 |
|                                         | Wohnhaus in geschlossener Bebauung | Nonnengasse 3 (Karte)                       | Um 1595 | Ursprünglich zweigeschossiges Haus des 16. Jahrhunderts, Anfang 18. Jahrhundert aufgestockt, an Rückseite Stabwerk, innen zum Teil wertvolle Substanz, bau- und stadtentwicklungsgeschichtlich bedeutend, seit 2019 zugehörig zur Kernzone des UNESCO-Welterbes Montanregion Erzgebirge/Krušnohoří | 09200021 |
|                                         | Wohnhaus in geschlossener Bebauung | Nonnengasse 5 (Karte)                       | 1875 | Schlichter, spätklassizistischer Bau der ersten Stadterweiterungsphase Freibergs mit zurückhaltender, aber sehr nobler, axialer Fassadengliederung, Dachaufbauten ebenfalls gleichmäßig, baukünstlerisch anspruchsvoll, bau- und stadtentwicklungsgeschichtlich von Belang, seit 2019 zugehörig zur Kernzone des UNESCO-Welterbes Montanregion Erzgebirge/Krušnohoří | 09200022 |
|                                         | Wohnhaus in geschlossener Bebauung | Nonnengasse 8 (Karte)                       | Zwischen 1484 und um 1700                                                                                           | Typisch für die kleinteilige Bebauung in den Nebenstraßen, stadtentwicklungsgeschichtlich bedeutend, seit 2019 zugehörig zur Kernzone des UNESCO-Welterbes Montanregion Erzgebirge/Krušnohoří | 09200321 |
|                                         | Wohnhaus in geschlossener Bebauung | Nonnengasse 14 (Karte)                      | Zwischen 1526 und 1532                                                                                              | Spätgotisches Haus mit Stabwerkgewänden und Sitznischenportal, künstlerisch, bau- und stadtentwicklungsgeschichtlich bedeutend, seit 2019 zugehörig zur Kernzone des UNESCO-Welterbes Montanregion Erzgebirge/Krušnohoří | 09200322 |
|                                         | Wohnhaus in geschlossener Bebauung | Nonnengasse 17 (Karte)                      | Fensterpfeiler bezeichnet mit 1564                                                                                  | Charakteristisches Renaissancegebäude mit profilierten Gewänden, später leicht überformt, bau- und stadtentwicklungsgeschichtlich bedeutend, seit 2019 zugehörig zur Kernzone des UNESCO-Welterbes Montanregion Erzgebirge/Krušnohoří | 09200689 |
|                                         | Wohnhaus in geschlossener Bebauung | Nonnengasse 19 (Karte)                      | Um 1595 | Spätbarocker Bau mit axialer Fassade und Segmentbogenportal, bau- und stadtentwicklungsgeschichtlich bedeutend, seit 2019 zugehörig zur Kernzone des UNESCO-Welterbes Montanregion Erzgebirge/Krušnohoří | 09200690 |
|                                         | Wohnhaus in geschlossener Bebauung | Nonnengasse 21 (Karte)                      | Um 1880 | Gestalterisch qualitätvoller historisierender Bau, architekturhistorisch und baukünstlerisch bedeutsam, zudem von stadtentwicklungsgeschichtlichem Wert, seit 2019 zugehörig zur Kernzone des UNESCO-Welterbes Montanregion Erzgebirge/Krušnohoří | 09200691 |
|                                         | Akademiegebäude („Oberhüttenamt“) | Nonnengasse 22 (Karte)                      | 3. Viertel 19. Jahrhundert                                                                                          | Markanter Bau mit breitgelagerter, historisierender Fassade und gestalterisch hervorgehobenem Eingang, architekturhistorisch und ortsgeschichtlich bedeutend, seit 2019 zugehörig zur Kernzone des UNESCO-Welterbes Montanregion Erzgebirge/Krušnohoří | 09200696 |
|                                         | Wohnhaus in geschlossener Bebauung | Nonnengasse 23 (Karte)                      | 1. Hälfte 19. Jahrhundert                                                                                           | Horizontal gegliederter klassizistischer Bau mit Konsolgesims, architekturhistorisch und stadtentwicklungsgeschichtlich bedeutend, seit 2019 zugehörig zur Kernzone des UNESCO-Welterbes Montanregion Erzgebirge/Krušnohoří | 09200697 |
|                                         | Wohnhaus in geschlossener Bebauung | Nonnengasse 27 (Karte)                      | Um 1880 | Mit den Nachbargebäuden bedeutend für das Ortsbild, zudem von stadtentwicklungsgeschichtlichem Wert, seit 2019 zugehörig zur Kernzone des UNESCO-Welterbes Montanregion Erzgebirge/Krušnohoří | 09200695 |
|                                         | Korporationsbau (Corpshaus Teutonia) in geschlossener Bebauung und Ecklage sowie Straßenpflaster                                                           | Nonnengasse 35 (Wallstraße 1) (Karte)       | 1909 | Bildet ein Gebäude mit Wallstraße 1, repräsentatives Gebäude mit Eckturm, weitgehend ursprünglich erhaltener Jugendstilfassade und Interieurs aus der Entstehungszeit, dazu gestaltetes Mosaikpflaster vor Eingang, architekturhistorisch und baukünstlerisch bedeutsam (im 21. Jahrhundert Staatshochbauamt Chemnitz), seit 2019 zugehörig zur Kernzone des UNESCO-Welterbes Montanregion Erzgebirge/Krušnohoří | 09200685 |
|                                         | Straßenpflaster | Obermarkt (Karte)                           | 19. Jahrhundert | Aufwändig gestalteter Belag des Obermarktes mit umlaufenden Bändern und Sternmotiven links und rechts vom Denkmal Otto des Reichen, künstlerisch anspruchsvoll und mit Seltenheitswert, in Freiberg nur drei derartige Pflasterungen erhalten, seit 2019 zugehörig zur Kernzone des UNESCO-Welterbes Montanregion Erzgebirge/Krušnohoří | 09200755 |
| Weitere Bilder                          | Marktbrunnen mit Brunnenplastik (Denkmal Markgraf Otto des Reichen)                                                                                        | Obermarkt (Karte)                           | 1893–1897 | Brunnen mit Stufen, Schalen, Aufbau, Löwenfiguren und stehender Herrscherstatue, aufwändige Anlagemit symbolischer Bedeutung, (Otto der Reiche) war Stadtgründer Freibergs, künstlerisch und personengeschichtlich bedeutend, seit 2019 zugehörig zur Kernzone des UNESCO-Welterbes Montanregion Erzgebirge/Krušnohoří | 09200003 |
| Weitere Bilder                          | Wohnhaus mit angebautem Hintergebäude in geschlossener Bebauung (Schönlebehaus)                                                                            | Obermarkt 1 (Karte)                         | 1525 | Repräsentatives Patrizierhaus mit breitgelagerter Hauptfassade, reichem Renaissanceportal, profilierten und architravierten Fenstergewänden, seitlichem Volutengiebel und hohem Steildach, innen wertvolle Ausstattung, Wohnhaus des Bürgermeisters Schönlebe (nach 1624), künstlerisch, bau- und ortsgeschichtlich wertvoll, zudem im Zusammenhang mit Obermarktensemble von singulärer städtebaulicher Bedeutung (singulär auch hinsichtlich Gestalt und künstlerischem Wert), seit 2019 zugehörig zur Kernzone des UNESCO-Welterbes Montanregion Erzgebirge/Krušnohoří | 09200619 |
|                                         | Wohnhaus in geschlossener Bebauung | Obermarkt 2 (Karte)                         | Um 1500 | Überformter Renaissancebau, stadtentwicklungsgeschichtlich bedeutend, zudem im Zusammenhang mit Obermarktensemble von singulärer städtebaulicher Bedeutung, seit 2019 zugehörig zur Kernzone des UNESCO-Welterbes Montanregion Erzgebirge/Krušnohoří | 09200418 |
|                                         | Wohnhaus in geschlossener Bebauung | Obermarkt 3 (Karte)                         | Um 1880 | Typischer Historismusbau mit ausgewogener spätklassizistischer Fassadengestaltung und Laden, bau- und stadtentwicklungsgeschichtlich bedeutend, zudem im Zusammenhang mit Obermarktensemble von singulärer städtebaulicher Bedeutung, seit 2019 zugehörig zur Kernzone des UNESCO-Welterbes Montanregion Erzgebirge/Krušnohoří | 09200419 |
|                                         | Wohnhaus | Obermarkt 4 (Karte)                         | 1680/1686 | Frühbarockes Kaufmannshaus, künstlerisch, bau- und stadtentwicklungsgeschichtlich bedeutend, zudem im Zusammenhang mit Obermarktensemble von singulärer Bedeutung, seit 2019 zugehörig zur Kernzone des UNESCO-Welterbes Montanregion Erzgebirge/Krušnohoří | 09200620 |
|                                         | Wohnhaus in geschlossener Bebauung | Obermarkt 5 (Karte)                         | Um 1530 | Viergeschossiges Bürgerhaus der Renaissance mit markantem Steildach, Ladeneinbau zweite Hälfte 19. Jahrhundert, künstlerisch, bau- und stadtentwicklungsgeschichtlich bedeutend, zudem im Zusammenhang mit dem Obermarktensemble von singulärer städtebaulicher Bedeutung, seit 2019 zugehörig zur Kernzone des UNESCO-Welterbes Montanregion Erzgebirge/Krušnohoří | 09200621 |
|                                         | Wohnhaus in geschlossener Bebauung | Obermarkt 6 (Karte)                         | Um 1530 | Eindrucksvolles frühbarockes Kaufmannshaus mit reich gestalteter Fassade, im Kern der Substanz der Renaissance, baugeschichtlich, künstlerisch und stadtentwicklungsgeschichtlich bedeutend, zudem im Zusammenhang mit Obermarktensemble von singulärer städtebaulicher Bedeutung, seit 2019 zugehörig zur Kernzone des UNESCO-Welterbes Montanregion Erzgebirge/Krušnohoří | 09200622 |
| Weitere Bilder                          | Wohnhaus in Ecklage und geschlossener Bebauung, mit Plastik eines Bergmannes                                                                               | Obermarkt 7 (Karte)                         | 1959–1960 (Wohnhaus); bezeichnet mit 1959 (Statue)                                                                  | Zeugnis gelungener städtebaulicher Denkmalpflege in der DDR, als Teil des einzigartigen Obermarkt-Ensembles städtebaulich bedeutend, die Figur künstlerisch wertvoll, seit 2019 zugehörig zur Kernzone des UNESCO-Welterbes Montanregion Erzgebirge/Krušnohoří | 09200002 |
|                                         | Wohnhaus in geschlossener Bebauung und Hintergebäude zum Petriplatz                                                                                        | Obermarkt 8 (Karte)                         | Um 1500 (Wohnhaus); um 1600 (Hinterhaus)                                                                            | Charakteristisches spätgotisches Gebäude mit profilierten Fenstern und Steildach, später etwas überformt, bemerkenswerte Ausstattung im Innern, künstlerisch, bau- und stadtentwicklungsgeschichtlich bedeutend, zudem im Zusammenhang mit Obermarktensemble von singulärer städtebaulicher Bedeutung, seit 2019 zugehörig zur Kernzone des UNESCO-Welterbes Montanregion Erzgebirge/Krušnohoří | 09200004 |
|                                         | Wohnhaus mit Hintergebäude in geschlossener Bebauung | Obermarkt 9 (Karte)                         | 1. Viertel 16. Jahrhundert                                                                                          | Im Zusammenhang mit Obermarktensemble von singulärer städtebaulicher Bedeutung, seit 2019 zugehörig zur Kernzone des UNESCO-Welterbes Montanregion Erzgebirge/Krušnohoří | 09200005 |
|                                         | Wohnhaus in geschlossener Bebauung | Obermarkt 11 (Karte)                        | Um 1550 | Ursprünglich mit Nr. 12 ein Gebäude, schmalstes Haus am Obermarkt (zwei Achsen), Reste des historisierenden Ladeneinbaus, zum Teil bemerkenswerte Ausstattung, künstlerisch, bau- und stadtentwicklungsgeschichtlich bedeutend, zudem im Zusammenhang mit Ensemble des Obermarktes von singulärer baulicher Bedeutung, seit 2019 zugehörig zur Kernzone des UNESCO-Welterbes Montanregion Erzgebirge/Krušnohoří | 09200292 |
|                                         | Wohnhaus in geschlossener Bebauung | Obermarkt 12 (Karte)                        | Um 1550 | Ursprünglich mit Nr. 11 ein Gebäude, typisches Bürgerhaus der Renaissance mit profilierten und architravierten Fenstergewänden sowie Steildach, zum Teil bemerkenswerte Ausstattung, später aufgestockt und im Erdgeschoss überformt, Wohnhaus von Andreas Möller, Verfasser der Freiberger Chronik, bau-, orts-, personen- und stadtentwicklungsgeschichtlich wertvoll, zudem im Zusammenhang mit einzigartigem Ensemble des Obermarktes von besonderer städtebaulicher Bedeutung, seit 2019 zugehörig zur Kernzone des UNESCO-Welterbes Montanregion Erzgebirge/Krušnohoří | 09200293 |
|                                         | Wohnhaus in geschlossener Bebauung | Obermarkt 13 (Karte)                        | 1542 | Charakteristisches Renaissancegebäude mit profilierten und architravierten Fenstergewänden sowie Steildach, im Erdgeschoss etwas überformt, bau- und stadtentwicklungsgeschichtlich wertvoll, zudem im Zusammenhang mit einzigartigem Ensemble des Obermarktes von besonderer städtebaulicher Bedeutung, seit 2019 zugehörig zur Kernzone des UNESCO-Welterbes Montanregion Erzgebirge/Krušnohoří | 09200294 |
|                                         | Wohnhaus in geschlossener Bebauung | Obermarkt 14 (Karte)                        | Zwischen 1484 und 1580                                                                                              | Gebäude mit wertvoller Substanz im Innern (Tonnengewölbe, Decken mit Bemalung, Dachstuhl usw.), bau- und stadtentwicklungsgeschichtlich bedeutend, zudem im Zusammenhang mit einzigartigem Ensemble des Obermarktes von besonderem städtebaulichen Wert, seit 2019 zugehörig zur Kernzone des UNESCO-Welterbes Montanregion Erzgebirge/Krušnohoří | 09200730 |
|                                         | Wohnhaus in geschlossener Bebauung | Obermarkt 15 (Karte)                        | Vor 1541 | Markanter Renaissancebau mit hohem Steildach, barock überformt (sehr schönes geohrtes Portal mit Tuchgehängen), bau- und stadtentwicklungsgeschichtlich bedeutend, zudem im Zusammenhang mit Obermarktensemble von singulärer städtebaulicher Bedeutung, seit 2019 zugehörig zur Kernzone des UNESCO-Welterbes Montanregion Erzgebirge/Krušnohoří | 09200421 |
| Weitere Bilder                          | Kaufhaus mit rückwärtigem Saalanbau (Ratskeller) | Obermarkt 16 (Karte)                        | Um 1545 (Kaufhaus); 1683/1687 (Festsaal)                                                                            | Städtisches, noch der Spätgotik verhaftetes eindrucksvolles Repräsentationsgebäude der Renaissance, die breitgelagerte Schaufassade zumeist mit Stabwerkgewänden und bemerkenswertem Portal, darüber Steildach, im Innern wertvolle Substanz, künstlerisch, bau- und stadtentwicklungsgeschichtlich bedeutend, dabei Gestaltung und manche Details singulär, zudem im Zusammenhang mit einzigartigem Ensemble des Obermarktes von besonderer städtebaulicher Bedeutung, seit 2019 zugehörig zur Kernzone des UNESCO-Welterbes Montanregion Erzgebirge/Krušnohoří | 09200324 |
|                                         | Wohnhaus in geschlossener Bebauung | Obermarkt 17 (Karte)                        | Um 1528 | Patrizierhaus der Familie Lißkirchner, gestalterisch und städtebaulich markantestes Wohngebäude am Obermarkt, hoch aufragender Renaissancebau mit Steildach, die Fenstergewände profiliert und architraviert, am bemerkenswertesten das reiche und in Vollendung ausgeführter Portal, Innen wertvolle Ausstattung, bedeutsames Zeugnis der Baukunst im 16. Jahrhundert, künstlerisch, bau- und stadtentwicklungsgeschichtlich bedeutend, insbesondere das Portal (kunsthistorisch) singulär, zudem im Zusammenhang mit einzigartigem Ensemble des Obermarktes von besonderer städtebaulicher Bedeutung, seit 2019 zugehörig zur Kernzone des UNESCO-Welterbes Montanregion Erzgebirge/Krušnohoří | 09200325 |
| Weitere Bilder                          | Wohnhaus in geschlossener Bebauung und Hinterhaus | Obermarkt 18 (Karte)                        | Um 1543, im Kern älter (Wohnhaus); um 1543 (Hinterhaus)                                                             | Eines der beeindruckendsten Häuser am Obermarkt, ausgesprochen qualitätvoller Renaissancebau mit reicher Fensterprofilierung (Stabwerk noch spätgotisch), typischer Achsaufteilung, hohem Steildach und Gottvater-Relief um 1515 (von F. Maidburg), künstlerisch, bau- und stadtentwicklungsgeschichtlich bedeutend, zudem im Zusammenhang mit Obermarktensemble von singulärer städtebaulicher Bedeutung und ortsbildprägend, seit 2019 zugehörig zur Kernzone des UNESCO-Welterbes Montanregion Erzgebirge/Krušnohoří | 09200411 |
|                                         | Wohnhaus in geschlossener Bebauung | Obermarkt 19 (Karte)                        | Um 1543 | Gebäude mit gestalterisch qualitätvollem historisierendem Ladeneinbau von 1886, markanter Renaissancebau dessen Fassade 1891 überformt wurde, bau- und stadtentwicklungsgeschichtlich bedeutend, zudem im Zusammenhang mit Obermarktensemble von singulärer städtebaulicher Bedeutung, seit 2019 zugehörig zur Kernzone des UNESCO-Welterbes Montanregion Erzgebirge/Krušnohoří | 09200416 |
|                                         | Wohnhaus in geschlossener Bebauung | Obermarkt 20 (Karte)                        | 1530/1539 | Markanter Bau mit Laden, historisierender Fassade und Steildach, im Kern noch aus dem 16. Jahrhundert (im ersten Obergeschoss Gliederung der Freiberger Renaissancehäuser), bau- und stadtentwicklungsgeschichtlich bedeutend, zudem im Zusammenhang mit Obermarktensemble von singulärer städtebaulicher Bedeutung, seit 2019 zugehörig zur Kernzone des UNESCO-Welterbes Montanregion Erzgebirge/Krušnohoří | 09200415 |
|                                         | Wohnhaus in geschlossener Bebauung (Martinsches Haus) | Obermarkt 21 (Karte)                        | 1. Hälfte 18. Jahrhundert                                                                                           | Bau des 18. Jahrhunderts mit historisierenden Fassadendetails, stadtentwicklungsgeschichtlich bedeutend, zudem im Zusammenhang mit Obermarktensemble von singulärer städtebaulicher Bedeutung, seit 2019 zugehörig zur Kernzone des UNESCO-Welterbes Montanregion Erzgebirge/Krušnohoří | 09200412 |
|                                         | Wohnhaus in geschlossener Bebauung | Obermarkt 22 (Karte)                        | Nach 1540, im Kern älter                                                                                            | Freiberger Bürgerhaus des frühen 16. Jahrhunderts mit tiefgekehlten Fenstergewänden und Stabwerk im zweiten und dritten Obergeschoss, innen zum Teil bemerkenswerte Ausstattung, künstlerisch, bau- und stadtentwicklungsgeschichtlich bedeutend, zudem im Zusammenhang mit Obermarktensemble von singulärer städtebaulicher Bedeutung und ortsbildprägend, seit 2019 zugehörig zur Kernzone des UNESCO-Welterbes Montanregion Erzgebirge/Krušnohoří | 09200413 |
| Weitere Bilder                          | Wohnhaus mit Apotheke in geschlossener Bebauung (Privilegierte Apotheke zum Schwarzen Elefanten, Ratsapotheke)                                             | Obermarkt 23 (Karte)                        | 1530/1540 | Repräsentativer, dreigeschossiger Bau mit Stabwerkprofilen, historisierender Ladenzone von 1871 im Erdgeschoss, barock anmutenden Spiegelflächen zwischen 1. und 2. Obergeschoss und Relief mit Elefant (Hausschild), im Innern Kreuzgratgewölbe und bemerkenswerte Ausstattungselemente, als ursprünglich aus dem 16. Jahrhundert stammendes Freiberger Bürgerhaus mit einigen späteren Veränderungen, künstlerisch, bau- und stadtentwicklungsgeschichtlich bedeutend, zudem im Zusammenhang mit Obermarktensemble von singulärer städtebaulicher Bedeutung, seit 2019 zugehörig zur Kernzone des UNESCO-Welterbes Montanregion Erzgebirge/Krušnohoří | 09200417 |
| Weitere Bilder                          | Rathaus mit rückwärtigem Anbau und Plastik eines Bergmanns                                                                                                 | Obermarkt 24 (Karte)                        | 1410–1474 (Rathaus); bezeichnet mit 1913 (Statue)                                                                   | Breit gelagertes Gebäude mit Satteldach und vorgestelltem Turm, an der Nordostecke Anbau von 1912 an Stelle der einstigen Stadtfronfeste (Stockhaus), in der heutigen Gestalt, abgesehen vom Anbau, im wesentlichen auf einen Neubau von 1470–1474 zurückgehend, später teilweise überformt (z. B. Austausch des spätgotischen Steildachs durch ein Satteldach und historisierende Renaissancegiebel 1857), Fassade mit unterschiedlichen Gewänden, einen besonderen Akzent setzt Erker von 1578, im Innern noch Reste der Ausstattung aus dem 15. bis 17. Jahrhundert (besonders erwähnenswert die Lorenzkapelle von 1514), gehört zu den wertvollsten Profanbauten der historischen Freiberger Altstadt, von baugeschichtlicher, künstlerischer, ortsgeschichtlicher, singulärer und stadtentwicklungsgeschichtlicher Bedeutung, im Zusammenhang mit einzigartigem Ensemble des Obermarktes zudem städtebaulich besonders wertvoll, seit 2019 zugehörig zur Kernzone des UNESCO-Welterbes Montanregion Erzgebirge/Krušnohoří. Das im Renaissance-Stil errichtete Gebäude erhielt 1912 an der Nordostecke einen Anbau. Es erfolgten mehrfache Umbauten, nach 1990 komplett saniert. | 09200326 |
|                                         | Wohnhaus mit Café im Erdgeschoss (Café Hartmann) | Petersstraße 1a (Karte)                     | 1. Hälfte 18. Jahrhundert (Wohnhaus); 1925/1926 (Café)                                                              | Ortsbildprägender und zudem sehr repräsentativer Barockbau in Ecklage, mit zeittypischer Fassadengliederung und Mansarddach, bemerkenswert auch die expressionistische Innenausstattung im Art dèco und das gestalterisch hervorgehobene Portal des Cafés, von baugeschichtlicher, künstlerischer und singulärer Bedeutung, seit 2019 zugehörig zur Kernzone des UNESCO-Welterbes Montanregion Erzgebirge/Krušnohoří | 09200343 |
|                                         | Wohnhaus in geschlossener Bebauung | Petersstraße 2 (Karte)                      | 1523 | Charakteristisches Gebäude mit Kern aus dem 16. Jahrhundert, stadtentwicklungsgeschichtlich bedeutend, seit 2019 zugehörig zur Kernzone des UNESCO-Welterbes Montanregion Erzgebirge/Krušnohoří | 09200006 |
| Direkt Bild zu diesem Denkmal hochladen | Gewölbe und Keller eines ehemaligen Wohnhauses | Petersstraße 3 (Karte)                      | 13.–15. Jahrhundert (Keller); um 1529 (Gewölbe)                                                                     | Spätgotische Gewölbe im Erdgeschoss und tonnengewölbte Keller, als Reste eines Renaissancegebäudes baugeschichtlich bedeutend, seit 2019 zugehörig zur Kernzone des UNESCO-Welterbes Montanregion Erzgebirge/Krušnohoří | 08992512 |
|                                         | Wohnhaus in geschlossener Bebauung | Petersstraße 4 (Karte)                      | Um 1533 | Freiberger Bürgerhaus der Altstadt, Kernsubstanz des 18. Jahrhunderts, bau- und stadtentwicklungsgeschichtlich bedeutend, zudem im Zusammenhang mit Ensemble der Petersstraße städtebaulich bedeutend, seit 2019 zugehörig zur Kernzone des UNESCO-Welterbes Montanregion Erzgebirge/Krušnohoří | 09201032 |
|                                         | Ehemaliges Gasthaus (Schwarzes Ross, Alte Mensa) | Petersstraße 5 (Karte)                      | Bezeichnet mit 1800                                                                                                 | Spätbarockes Gebäude mit expressionistisch gestaltetem Durchgang zum rückwärtigen Saalanbau, bau- und stadtentwicklungsgeschichtlich bedeutend, seit 2019 zugehörig zur Kernzone des UNESCO-Welterbes Montanregion Erzgebirge/Krušnohoří | 09200344 |
|                                         | Wohnhaus in geschlossener Bebauung | Petersstraße 6 (Karte)                      | Bezeichnet mit 1907                                                                                                 | Im Jugendstil errichtet, Erdgeschoss hervorkragend, darüber markanter Austritt, Dekoration schlicht und dennoch zeitgemäß, bau- und stadtentwicklungsgeschichtlich wertvoll, zudem im Zusammenhang mit Ensemble der Petersstraße städtebaulich bedeutend, seit 2019 zugehörig zur Kernzone des UNESCO-Welterbes Montanregion Erzgebirge/Krušnohoří | 09200007 |
|                                         | Fassade, Kellertonne und Dachtragwerk eines Wohnhauses in geschlossener Bebauung                                                                           | Petersstraße 7 (Karte)                      | Nach 1532 | Ehemals spätgotisches Haus mit Stabwerkgewänden, später aufgestockt und das Erdgeschoss überformt, bau- und stadtentwicklungsgeschichtlich wertvoll, zudem im Zusammenhang mit Ensemble der Petersstraße städtebaulich bedeutend, seit 2019 zugehörig zur Kernzone des UNESCO-Welterbes Montanregion Erzgebirge/Krušnohoří | 09200345 |
|                                         | Wohnhaus in geschlossener Bebauung | Petersstraße 8 (Karte)                      | Nach 1576 | Ursprünglich Kleinbürgerhaus der Renaissance mit profilierten und architravierten Fenstergewänden sowie Steildach, später wohl aufgestockt, Erdgeschoss gegen 1900 überformt, stadtentwicklungsgeschichtlich wertvoll, zudem im Zusammenhang mit Ensemble der Petersstraße städtebaulich bedeutend, seit 2019 zugehörig zur Kernzone des UNESCO-Welterbes Montanregion Erzgebirge/Krušnohoří | 09200008 |
|                                         | Wohnhaus in geschlossener Bebauung | Petersstraße 9 (Karte)                      | 18. Jahrhundert | Barocker Putzbau mit Mansarddach, baugeschichtlich und stadtentwicklungsgeschichtlich wertvoll, zudem im Zusammenhang mit Ensemble der Petersstraße städtebaulich bedeutend, seit 2019 zugehörig zur Kernzone des UNESCO-Welterbes Montanregion Erzgebirge/Krušnohoří | 09304800 |
|                                         | Wohnhaus in geschlossener Bebauung | Petersstraße 10 (Karte)                     | Zwischen 1533 und 1546                                                                                              | Kleinbürgerhaus im Kern aus dem 16. Jahrhundert, stadtentwicklungsgeschichtlich bedeutend, zudem im Zusammenhang mit Ensemble der Petersstraße städtebaulich von Belang, seit 2019 zugehörig zur Kernzone des UNESCO-Welterbes Montanregion Erzgebirge/Krušnohoří | 09200009 |
|                                         | Wohnhaus in geschlossener Bebauung | Petersstraße 12 (Karte)                     | Nach 1568, im Kern älter                                                                                            | Hoch aufragendes Gebäude mit Steildach, Kern vermutlich aus dem 16. Jahrhundert, stadtentwicklungsgeschichtlich bedeutend, zudem im Zusammenhang mit Ensemble der Petersstraße städtebaulich von Belang, seit 2019 zugehörig zur Kernzone des UNESCO-Welterbes Montanregion Erzgebirge/Krušnohoří | 09200284 |
|                                         | Wohnhaus in geschlossener Bebauung | Petersstraße 13 (Karte)                     | Bezeichnet mit 1516                                                                                                 | Spätgotisches Kaufmannshaus mit Sitznischenportal, profilierten und Stabwerkgewänden, Ladeneinbauten mit Segmentbogenabschluss sowie Steildach, künstlerisch, bau- und stadtentwicklungsgeschichtlich bedeutend, zudem im Zusammenhang mit Ensemble der Petersstraße städtebaulich von Belang, seit 2019 zugehörig zur Kernzone des UNESCO-Welterbes Montanregion Erzgebirge/Krušnohoří | 09200348 |
|                                         | Wohnhaus in geschlossener Bebauung | Petersstraße 14 (Karte)                     | Nach 1557 | Typisches Freiberger Bürgerhaus mit hohem Steildach, später teilweise überformt, bau- und stadtentwicklungsgeschichtlich wertvoll, zudem im Zusammenhang mit Ensemble der Petersstraße städtebaulich bedeutend, seit 2019 zugehörig zur Kernzone des UNESCO-Welterbes Montanregion Erzgebirge/Krušnohoří | 09200285 |
|                                         | Wohnhaus in geschlossener Bebauung und zwei Hinterhäuser                                                                                                   | Petersstraße 15 (Karte)                     | Zwischen 1533 und 1540; 1570                                                                                        | Typisches Freiberger Bürgerhaus aus der Renaissance, das in den nachfolgenden Jahrhunderten überformt wurde, bemerkenswert das barocke Segmentbogenportal, bau- und stadtentwicklungsgeschichtlich wertvoll, zudem im Zusammenhang mit Ensemble der Petersstraße städtebaulich bedeutend, seit 2019 zugehörig zur Kernzone des UNESCO-Welterbes Montanregion Erzgebirge/Krušnohoří | 09200349 |
|                                         | Mietshaus in geschlossener Bebauung | Petersstraße 16 (Karte)                     | 1888 | Bemerkenswerter gründerzeitlicher Bau mit Laden und markanter Historismusfassade, insbesondere Akzentuierung durch Fenstereinfassungen, bau- und stadtentwicklungsgeschichtlich wertvoll, zudem im Zusammenhang mit Ensemble der Petersstraße städtebaulich bedeutend, seit 2019 zugehörig zur Kernzone des UNESCO-Welterbes Montanregion Erzgebirge/Krušnohoří | 09200286 |
|                                         | Wohnhaus in geschlossener Bebauung | Petersstraße 17 (Karte)                     | Um 1571 | Typisches Freiberger Bürgerhaus der Renaissance mit profilierten Fenstergewänden und Steildach, um 1900 teilweise überformt, insbesondere das Erdgeschoss, bau- und stadtentwicklungsgeschichtlich wertvoll, zudem im Zusammenhang mit Ensemble der Petersstraße städtebaulich bedeutend, seit 2019 zugehörig zur Kernzone des UNESCO-Welterbes Montanregion Erzgebirge/Krušnohoří | 09200350 |
|                                         | Wohnhaus in geschlossener Bebauung | Petersstraße 18 (Karte)                     | Nach 1558 | Typisches Freiberger Bürgerhaus der Renaissance mit profilierten Fenstergewänden und Steildach, in den nachfolgenden Jahrhunderten teilweise verändert, bau- und stadtentwicklungsgeschichtlich wertvoll, zudem im Zusammenhang mit Ensemble der Petersstraße städtebaulich bedeutend, seit 2019 zugehörig zur Kernzone des UNESCO-Welterbes Montanregion Erzgebirge/Krušnohoří | 09200287 |
|                                         | Fassade, Giebelwände und Keller eines ehemaligen Wohnhauses                                                                                                | Petersstraße 19 (Karte)                     | Nach 1623 | Als Fassade der Renaissance baugeschichtlich bedeutend, seit 2019 zugehörig zur Kernzone des UNESCO-Welterbes Montanregion Erzgebirge/Krušnohoří | 09200351 |
|                                         | Wohnhaus in geschlossener Bebauung | Petersstraße 20 (Karte)                     | 1573/1575 | Typisches Freiberger Bürgerhaus, im Kern aus dem 16. Jahrhundert, später überformt, stadtentwicklungsgeschichtlich wertvoll, zudem im Zusammenhang mit Ensemble der Petersstraße städtebaulich bedeutend, seit 2019 zugehörig zur Kernzone des UNESCO-Welterbes Montanregion Erzgebirge/Krušnohoří | 09200288 |
|                                         | Mietshaus in Ecklage und geschlossener Bebauung | Petersstraße 20a (Karte)                    | 1887 | Markanter Historismusbau mit horizontaler Fassadengliederung und hervorgehobenem Eckerker, bau- und stadtentwicklungsgeschichtlich wertvoll, zudem im Zusammenhang mit Ensemble der Petersstraße städtebaulich bedeutend, seit 2019 zugehörig zur Kernzone des UNESCO-Welterbes Montanregion Erzgebirge/Krušnohoří | 09200289 |
|                                         | Wohnhaus in geschlossener Bebauung | Petersstraße 21 (Karte)                     | Nach 1574 | Charakteristisches Freiberger Bürgerhaus der Renaissance mit profilierten Fenstergewänden und Steildach, Ecken durch farbig abgesetzte Quader betont, später teilweise überformt, bau- und stadtentwicklungsgeschichtlich wertvoll, zudem im Zusammenhang mit Ensemble der Petersstraße städtebaulich bedeutend, seit 2019 zugehörig zur Kernzone des UNESCO-Welterbes Montanregion Erzgebirge/Krušnohoří | 09200352 |
|                                         | Wohnhaus in geschlossener Bebauung | Petersstraße 23 (Karte)                     | Vor 1572 | Im Kern Bürgerhaus der Renaissance, mit späterer Aufstockung und überformter Fassade, bemerkenswert die neogotische Ladenzone von 1865, innen reiche Ausstattung, künstlerisch, bau- und stadtentwicklungsgeschichtlich bedeutend, zudem im Zusammenhang mit Ensemble der Petersstraße städtebaulich wertvoll, seit 2019 zugehörig zur Kernzone des UNESCO-Welterbes Montanregion Erzgebirge/Krušnohoří | 09200353 |
|                                         | Wohnhaus in geschlossener Bebauung | Petersstraße 24 (Karte)                     | 18. Jahrhundert | Charakteristisches Bürgerhaus des 18. Jahrhunderts mit klar gegliederter Fassade und ausgebautem Mansarddach, Erdgeschoss Ende des 19. Jahrhunderts überformt, bau- und stadtentwicklungsgeschichtlich bedeutend, seit 2019 zugehörig zur Kernzone des UNESCO-Welterbes Montanregion Erzgebirge/Krušnohoří | 09200960 |
|                                         | Wohnhaus in geschlossener Bebauung | Petersstraße 25 (Karte)                     | Zwischen 1530 und 1548                                                                                              | Typisches Freiberger Bürgerhaus der Renaissance (möglicherweise noch spätgotisch) mit Stabwerkgewänden, später überformt, bau- und stadtentwicklungsgeschichtlich wertvoll, zudem im Zusammenhang mit Ensemble der Petersstraße städtebaulich bedeutend, seit 2019 zugehörig zur Kernzone des UNESCO-Welterbes Montanregion Erzgebirge/Krušnohoří | 09200354 |
|                                         | Wohnhaus in geschlossener Bebauung | Petersstraße 26 (Karte)                     | Zwischen 1572 und 1579                                                                                              | Typisches Freiberger Bürgerhaus der Renaissance mit profilierten Fenstergewänden und Steildach, später teilweise überformt, baugeschichtlich und stadtentwicklungsgeschichtlich wertvoll und im Zusammenhang mit Ensemble der Petersstraße städtebaulich bedeutend, seit 2019 zugehörig zur Kernzone des UNESCO-Welterbes Montanregion Erzgebirge/Krušnohoří | 09200307 |
|                                         | Ehemalige Post in geschlossener Bebauung (Dresdner Bank)                                                                                                   | Petersstraße 27 (Karte)                     | 1745 | Markanter Barockbau, erstes staatliches Postamt in Freiberg, bau-, orts- und verkehrsgeschichtlich bedeutend, seit 2019 zugehörig zur Kernzone des UNESCO-Welterbes Montanregion Erzgebirge/Krušnohoří | 09200886 |
|                                         | Wohnhaus in geschlossener Bebauung | Petersstraße 28 (Karte)                     | 1736 (Wohnhaus); Ende 19. Jahrhundert (Aufstockung)                                                                 | Markantes barockes Gebäude, gestalterisch bemerkenswert die Fassadenelemente des 18. Jahrhunderts, in dieser Form auch einzigartig an einem Freiberger Bürgerhaus, künstlerisch, bau- und stadtentwicklungsgeschichtlich bedeutend zudem im Zusammenhang mit Ensemble der Petersstraße städtebaulich wertvoll, seit 2019 zugehörig zur Kernzone des UNESCO-Welterbes Montanregion Erzgebirge/Krušnohoří | 09200308 |
|                                         | Wohn- und Geschäftshaus in geschlossener Bebauung (Petershof)                                                                                              | Petersstraße 30 (Karte)                     | Bezeichnet mit 1899                                                                                                 | Besonders repräsentativer und zugleich typischer Historismusbau des ausgehenden 19. Jahrhunderts, einer der markantesten in Freiberg, bemerkenswert die Fülle der dekorativen Details vor allem im Erdgeschoss und im Innern, künstlerisch, bau- und stadtentwicklungsgeschichtlich bedeutend, im Zusammenhang mit Ensemble der Petersstraße städtebaulich bedeutend, zudem in dieser Form singulär in Freiberg, seit 2019 zugehörig zur Kernzone des UNESCO-Welterbes Montanregion Erzgebirge/Krušnohoří | 09200309 |
|                                         | Wohnhaus in geschlossener Bebauung | Petersstraße 31 (Karte)                     | 2. Hälfte 19. Jahrhundert                                                                                           | Breitgelagerter spätklassizistischer Gründerzeitbau mit klar gegliederter Fassade, stadtentwicklungsgeschichtlich von Belang, im Zusammenhang mit Ensemble der Petersstraße städtebaulich bedeutend, seit 2019 zugehörig zur Kernzone des UNESCO-Welterbes Montanregion Erzgebirge/Krušnohoří | 09200355 |
| Weitere Bilder                          | Wohnhaus in geschlossener Bebauung | Petersstraße 32 (Karte)                     | Um 1530 | Typisches Freiberger Bürgerhaus aus dem frühen 16. Jahrhundert mit Stabwerk, einfach profilierten Gewänden, typischem Achsenverhältnis und Steildach, wohl 1865 zur Schmiede umgebaut, bau-, orts- und stadtentwicklungsgeschichtlich wertvoll, zudem im Zusammenhang mit Ensemble der Petersstraße städtebaulich bedeutend, seit 2019 zugehörig zur Kernzone des UNESCO-Welterbes Montanregion Erzgebirge/Krušnohoří | 09200310 |
|                                         | Wohnhaus in geschlossener Bebauung | Petersstraße 34 (Karte)                     | Mitte 16. Jahrhundert                                                                                               | Weitestgehend ursprünglich erhaltenes Bürgerhaus aus dem 16. Jahrhundert mit Steildach und abgearbeiteten Renaissancegewänden, später teilweise überformt, innen noch Teile der ursprünglichen Ausstattung, u. a. bemalte Holzbalkendecke, künstlerisch, bau- und stadtentwicklungsgeschichtlich bedeutend, im Zusammenhang mit Ensemble der Petersstraße städtebaulich bedeutend, mit rückwärtigem Treppenturm singulär (Seltenheitswert), seit 2019 zugehörig zur Kernzone des UNESCO-Welterbes Montanregion Erzgebirge/Krušnohoří | 09200211 |
|                                         | Wohnhaus mit rückwärtigem Remisengebäude in halboffener Bebauung                                                                                           | Petersstraße 35 (Karte)                     | Mitte 19. Jahrhundert (Wohnhaus); bezeichnet mit 1847 (Remisengebäude)                                              | Städtebaulich markantes Eckgebäude aus der Mitte des 19. Jahrhunderts, stadtentwicklungsgeschichtlich bedeutend, seit 2019 zugehörig zur Kernzone des UNESCO-Welterbes Montanregion Erzgebirge/Krušnohoří | 09200356 |
| Weitere Bilder                          | Postmeilensäule | Petersstraße 35 (gegenüber) (Karte)         | Vor 2022; Original bezeichnet mit 1723                                                                              | Kursächsische Postmeilensäule (Sachgesamtheit); Kopie einer Kursächsischen Distanzsäule aus Sandstein, verkehrsgeschichtlich von Bedeutung, seit 2019 zugehörig zur Kernzone des UNESCO-Welterbes Montanregion Erzgebirge/Krušnohoří. Wappenstück und Schriftteil mit Entfernungsangaben und Posthornzeichen. Säule stand am Peterstor Tor und war u. a. Bestandteil der Poststraßen nach Nürnberg und Leipzig. | 09200613 |
|                                         | Wohn- und Geschäftshaus in geschlossener Bebauung | Petersstraße 36, 38 (Karte)                 | Bezeichnet mit 1848                                                                                                 | Repräsentativer Bau der Jahrhundertwende mit aufwändiger historisierender Fassade, wobei neogotische Elemente dominieren, Akzente durch Erker, Giebel und Dachreiter, wohl das typischste und zugleich aufwändigste Bauwerk im 19. Jahrhundert in Freiberg, künstlerisch, bau- und stadtentwicklungsgeschichtlich bedeutend, im Zusammenhang mit Ensemble der Petersstraße städtebaulich wertvoll, in dieser Form zudem singulär, seit 2019 zugehörig zur Kernzone des UNESCO-Welterbes Montanregion Erzgebirge/Krušnohoří | 09200312 |
|                                         | Wohnhaus in geschlossener Bebauung | Petersstraße 40 (Karte)                     | Um 1528 | Spätgotischer Bau mit Stabwerkgewänden und schlichtem rundbogigem Sitznischenportal, charakteristisches Achsenverhältnis, Bau später aufgestockt, bau-, kunst- und stadtentwicklungsgeschichtlich bedeutend sowie im Zusammenhang mit Ensemble der Petersstraße städtebaulich von Belang, seit 2019 zugehörig zur Kernzone des UNESCO-Welterbes Montanregion Erzgebirge/Krušnohoří | 09200313 |
|                                         | Gasthaus (Deutsches Haus) | Petersstraße 42 (Karte)                     | 1698/1700 | Barocker Bau mit axial gegliederter Fassade und zwei symmetrisch angeordneten Korbbogenportalen, bau-, orts- und stadtentwicklungsgeschichtlich bedeutend, zudem im Zusammenhang mit Ensemble der Petersstraße städtebaulich bedeutend, seit 2019 zugehörig zur Kernzone des UNESCO-Welterbes Montanregion Erzgebirge/Krušnohoří | 09200314 |
|                                         | Wohnhaus in geschlossener Bebauung | Petersstraße 44 (Karte)                     | 1539/1540 | Einstiges Bürgerhaus der Renaissance, in seiner heutigen Form mit klar gegliederter Fassade und Korbbogenportal auf das Barock zurückgehend, bau- und stadtentwicklungsgeschichtlich bedeutend, zudem im Zusammenhang mit Ensemble der Petersstraße städtebaulich bedeutend, seit 2019 zugehörig zur Kernzone des UNESCO-Welterbes Montanregion Erzgebirge/Krušnohoří | 09200315 |
| Weitere Bilder                          | Wohnhaus in geschlossener Bebauung | Petersstraße 46 (Karte)                     | Um 1500 | Spätgotisches Patrizierhaus bzw. Bürgerhaus mit Stabwerkgewänden und Sitznischenportal, in seiner Form einzigartig, eng mit Geschichte der Reformation verbunden (Tafel), künstlerisch, bau-, landes-, orts- und stadtentwicklungsgeschichtlich wertvoll, im Zusammenhang mit Ensemble der Petersstraße städtebaulich wertvoll, zudem singulär bedeutend, seit 2019 zugehörig zur Kernzone des UNESCO-Welterbes Montanregion Erzgebirge/Krušnohoří | 09200316 |
| Weitere Bilder                          | Mietshaus in geschlossener Bebauung in Ecklage | Petersstraße 48 (Karte)                     | Um 1890 | Ausgewogen proportioniertes und nobles Eckhaus mit spätklassizistischem Erscheinungsbild, bemerkenswert die akzentuierende Anordnung der Gliederungs- und Schmuckelemente, das Erdgeschoss durch vertiefte Fensterfelder und Rundbögen hervorgehoben, gestalterisch anspruchsvoller Bau, baugeschichtlich und künstlerisch bedeutend, zudem als Teil des Ensembles der Petersstraße städtebaulich von Belang, seit 2019 zugehörig zur Kernzone des UNESCO-Welterbes Montanregion Erzgebirge/Krušnohoří | 09200317 |
|                                         | Wohnhaus in geschlossener Bebauung | Petriplatz 1 (Karte)                        | Anfang 19. Jahrhundert                                                                                              | Schlichter, biedermeierlich anmutender Bau, wichtig auch im städtebaulichen Zusammenhang, bau- und stadtentwicklungsgeschichtlich bedeutend, seit 2019 zugehörig zur Kernzone des UNESCO-Welterbes Montanregion Erzgebirge/Krušnohoří | 09200305 |
|                                         | Wohnhaus in geschlossener Bebauung und Ecklage sowie zwei Hintergebäude                                                                                    | Petriplatz 1a (Karte)                       | Ende 18. Jahrhundert                                                                                                | Bedeutung liegt im palaisartigen Charakter und in der für Freiberg eher untypischen strengen spätbarocken bis klassizistischen Gliederung der zweigeschossigen Fassaden mit hohem Mansarddach, baugeschichtlich bedeutend, seit 2019 zugehörig zur Kernzone des UNESCO-Welterbes Montanregion Erzgebirge/Krušnohoří | 09200306 |
|                                         | Wohnhaus in geschlossener Bebauung | Petriplatz 2 (Karte)                        | 2. Hälfte 18. Jahrhundert                                                                                           | Typischer Barockbau mit axialer Fassade und hervorgehobenem Segmentbogenportal, eines der wenigen Bürgerbauten aus der 1. Hälfte des 18. Jahrhunderts, bau- und stadtentwicklungsgeschichtlich bedeutend, seit 2019 zugehörig zur Kernzone des UNESCO-Welterbes Montanregion Erzgebirge/Krušnohoří | 09200301 |
|                                         | Wohnhaus in geschlossener Bebauung | Petriplatz 3 (Karte)                        | Um 1600 | Ursprünglich erhaltenes Renaissancehaus mit klar gegliederter Fassade und originaler Substanz im Inneren, künstlerisch, bau- und stadtentwicklungsgeschichtlich bedeutend, seit 2019 zugehörig zur Kernzone des UNESCO-Welterbes Montanregion Erzgebirge/Krušnohoří | 09200300 |
|                                         | Wohnhaus in geschlossener Bebauung | Petriplatz 4 (Karte)                        | Um 1560 | Renaissancebau mit markanten Fensterprofilen, später etwas überformt (barockes Segmentbogenportal) und aufgestockt, im Innern Verbindungsportal zur Waisenhausstraße 7 (muss Zusammenhang bestanden haben), künstlerisch, bau- und stadtentwicklungsgeschichtlich bedeutend, seit 2019 zugehörig zur Kernzone des UNESCO-Welterbes Montanregion Erzgebirge/Krušnohoří | 09200299 |
|                                         | Wohnhaus in halboffener Bebauung (ehemaliges Petridiakonat)                                                                                                | Petriplatz 5 (Karte)                        | 2. Hälfte 16. Jahrhundert                                                                                           | Markantes Renaissancegebäude mit hohem Steildach, einst Wohnhaus des Kirchenkomponisten, bau-, orts- und stadtentwicklungsgeschichtlich wertvoll, zudem bedeutend für Ortsbild, seit 2019 zugehörig zur Kernzone des UNESCO-Welterbes Montanregion Erzgebirge/Krušnohoří | 09200297 |
|                                         | Wohnhaus in halboffener Bebauung | Petriplatz 6 (Karte)                        | Um 1500 | Platzbildender Bau der Spätgotik und der Renaissance mit Vorhangbogenfenstern (zum Teil) und Eckquaderung, bau- und stadtentwicklungsgeschichtlich bedeutend, seit 2019 zugehörig zur Kernzone des UNESCO-Welterbes Montanregion Erzgebirge/Krušnohoří | 09200304 |
| Direkt Bild zu diesem Denkmal hochladen | Zwei spätgotische Balkendecken im Erdgeschoss | Petriplatz 7 (Karte)                        | Um 1500 | Baugeschichtlich und künstlerisch bedeutend, seit 2019 zugehörig zur Kernzone des UNESCO-Welterbes Montanregion Erzgebirge/Krušnohoří | 09200615 |
|                                         | Wohnhaus in geschlossener Bebauung | Petriplatz 9 (Karte)                        | Bezeichnet mit 1703                                                                                                 | Markantes barockes Gebäude mit aufwändigem Eingangsportal, bau- und stadtentwicklungsgeschichtlich bedeutend, seit 2019 zugehörig zur Kernzone des UNESCO-Welterbes Montanregion Erzgebirge/Krušnohoří | 09200295 |
| Weitere Bilder                          | Stadtkirche St. Petri mit Ausstattung | Petriplatz 20 (Karte)                       | 1215–1230 (Kirche); 1735 (Orgel)                                                                                    | Putzbau mit Westtürmen, Querschiff und Chor, dreischiffige Halle, zweitürmiger Westbau, Querschiff mit drittem Turm, der sich anschließende Rechteckchor gestreckt, Kapellenanbauten am Langhaus, Reste der historischen Ausstattung, künstlerisch, bau- und stadtentwicklungsgeschichtlich bedeutend, zudem als wichtige Dominante der Silhouette Freibergs städtebaulich wertvoll, seit 2019 zugehörig zur Kernzone des UNESCO-Welterbes Montanregion Erzgebirge/Krušnohoří | 09200303 |
|                                         | Wohnhaus in geschlossener Bebauung | Pfarrgasse 1 (Karte)                        | Zwischen 1553 und 1564                                                                                              | Charakteristischer Bau am Donatsturm mit Steildach und markantem Dachhecht, im Innern möglicherweise Substanz aus dem 18. Jahrhundert erhalten, wichtiges Gebäude der kleinstädtischen Bebauung in der Pfarrgasse, bau- und stadtentwicklungsgeschichtlich bedeutend, seit 2019 zugehörig zur Kernzone des UNESCO-Welterbes Montanregion Erzgebirge/Krušnohoří | 09200386 |
| Direkt Bild zu diesem Denkmal hochladen | Keller | Pfarrgasse 1a (Karte)                       | 16. Jahrhundert | Stadtentwicklungsgeschichtlich bedeutend, seit 2019 zugehörig zur Kernzone des UNESCO-Welterbes Montanregion Erzgebirge/Krušnohoří | 09200739 |
|                                         | Wohnhaus in geschlossener Bebauung | Pfarrgasse 3 (Karte)                        | 16. Jahrhundert | Gebäude der zumeist aus dem 16. Jahrhundert stammenden Häuserabfolge von Nr. 3–13, im 19. Jahrhundert leicht überformt, aber im Innern möglicherweise noch mit wesentlich älterer Substanz (Renaissancestruktur), stadtentwicklungsgeschichtlich bedeutend, seit 2019 zugehörig zur Kernzone des UNESCO-Welterbes Montanregion Erzgebirge/Krušnohoří | 09200387 |
| Weitere Bilder                          | Wohnhaus in geschlossener Bebauung | Pfarrgasse 5 (Karte)                        | 1527/1530 | Für die Altstadt (Jacobiviertel) typisches Kleinbürgerhaus aus dem 16. Jahrhundert in schlichter Bauweise mit markantem spätgotischem Stabwerkportal (später allerdings stark überarbeitet), künstlerisch (Portal), bau- und stadtentwicklungsgeschichtlich bedeutend, seit 2019 zugehörig zur Kernzone des UNESCO-Welterbes Montanregion Erzgebirge/Krušnohoří | 09200388 |
|                                         | Wohnhaus in geschlossener Bebauung | Pfarrgasse 7 (Karte)                        | 1543/1544 | Bis auf Veränderungen im Erdgeschoss weitgehend original erhaltenes Kleinbürgerhaus des 16. Jahrhunderts im Jacobiviertel, mit Renaissancegewänden, typischer Zweiteilung im Obergeschoss und hohem markantem Steildach, bau- und stadtentwicklungsgeschichtlich bedeutend, seit 2019 zugehörig zur Kernzone des UNESCO-Welterbes Montanregion Erzgebirge/Krušnohoří | 09200389 |
| Weitere Bilder                          | Wohnhaus in geschlossener Bebauung | Pfarrgasse 11, 11a (Karte)                  | Bezeichnet mit 1543 und später                                                                                      | Aus zwei Gebäudeteilen bestehender spätgotischer Bau, im Kern wohl noch vor 1543, giebelständige Hälfte mit Stabwerkgewänden und Sitznischenportal der Renaissance, baukünstlerisch, architektur- und stadtentwicklungsgeschichtlich bedeutend, zudem singulär, seit 2019 zugehörig zur Kernzone des UNESCO-Welterbes Montanregion Erzgebirge/Krušnohoří | 09200717 |
| Direkt Bild zu diesem Denkmal hochladen | Holzbalkendecke | Pfarrgasse 16 (Karte)                       | 1611 (Dendro) | In der Renaissance entstanden, vor allem baugeschichtlich bedeutend, seit 2019 zugehörig zur Kernzone des UNESCO-Welterbes Montanregion Erzgebirge/Krušnohoří | 09306479 |
| Weitere Bilder                          | Wohnhaus in geschlossener Bebauung | Pfarrgasse 18 (Karte)                       | Bezeichnet mit 1528 (Vorgängerbau); nach 1565 (Wohnhaus)                                                            | 1862 umgebautes Renaissancehaus von stadtentwicklungsgeschichtlicher Bedeutung, seit 2019 zugehörig zur Kernzone des UNESCO-Welterbes Montanregion Erzgebirge/Krušnohoří | 09200716 |
|                                         | Wohnhaus in geschlossener Bebauung (sogenanntes Martin-Planer-Haus)                                                                                        | Pfarrgasse 20 (Karte)                       | Nach 1571 | Charakteristisches Renaissancegebäude mit aufwändig gestalteten Fenstergewänden, Steildach und wertvoller Innenausstattung (u. a. Wandmalereien und Fensterarchitektur), künstlerisch, bau- und stadtentwicklungsgeschichtlich bedeutend, mit den Interieurs wohl auch singulär, seit 2019 zugehörig zur Kernzone des UNESCO-Welterbes Montanregion Erzgebirge/Krušnohoří | 09200715 |
|                                         | Wohnhaus in geschlossener Bebauung | Pfarrgasse 22 (Karte)                       | An Konsole bezeichnet mit 1562                                                                                      | Im Kern Renaissancebau, straßenseitige Fassade rekonstruiert, gutes Beispiel für eine etwas überdurchschnittliche Innenausstattung eines Freiberger Renaissancegebäudes Mitte des 16. Jahrhunderts, architekturhistorisch, künstlerisch und stadtentwicklungsgeschichtlich bedeutend, seit 2019 zugehörig zur Kernzone des UNESCO-Welterbes Montanregion Erzgebirge/Krušnohoří | 09200714 |
|                                         | Wohnhaus in halboffener Bebauung | Pfarrgasse 32 (Karte)                       | 1555/1560 | Charakteristischer zweigeschossiger Renaissancebau mit Steildach, bau- und stadtentwicklungsgeschichtlich bedeutend, seit 2019 zugehörig zur Kernzone des UNESCO-Welterbes Montanregion Erzgebirge/Krušnohoří | 09200713 |
|                                         | Wohnhaus in offener Bebauung | Pfarrgasse 33 (Karte)                       | Um 1540 | Charakteristisches Handwerkerhaus des Spätmittelalters bzw. der Renaissance, sehr alte Bausubstanz (u. a. Fachwerk mit Strebepfeiler), nach Sanierung Steildach ohne vorderen Krüppelwalm, später Holzschleiferei, bau-, sozial- und stadtentwicklungsgeschichtlich bedeutend, seit 2019 zugehörig zur Kernzone des UNESCO-Welterbes Montanregion Erzgebirge/Krušnohoří | 09200392 |
| Weitere Bilder                          | Schulgebäude (Geschwister-Scholl-Gymnasium, Haus Jacobi)                                                                                                   | Pfarrgasse 34 (Karte)                       | Um 1880 | Markanter Bau mit historisierenden (vor allem gotisierenden) Formen, architektonisch und ortsgeschichtlich bedeutend, seit 2019 zugehörig zur Kernzone des UNESCO-Welterbes Montanregion Erzgebirge/Krušnohoří | 09200712 |
|                                         | Wohnhaus mit ehemaliger Gastwirtschaft (Klosterschänke) | Pfarrgasse 35 (Karte)                       | 1606 | Markanter, ortsbildprägender Eckbau, Renaissancegebäude mit profilierten Fenstergewänden, bau- und stadtentwicklungsgeschichtlich bedeutend, als offenbar historische Gastwirtschaft auch ortsgeschichtlich von Wert, seit 2019 zugehörig zur Kernzone des UNESCO-Welterbes Montanregion Erzgebirge/Krušnohoří | 09200391 |
| Weitere Bilder                          | Ehemaliges Pfarrhaus und hintere Einfriedungsmauer | Pfarrgasse 36 (Karte)                       | Um 1400 | Markanter, frei stehender Bau der Spätrenaissance mit hohem Steildach, im Kern spätmittelalterliche Substanz, barockes Portal, bau- und stadtentwicklungsgeschichtlich bedeutend, zudem als ehemaliges Pfarrhaus von ortsgeschichtlichem Wert, seit 2019 zugehörig zur Kernzone des UNESCO-Welterbes Montanregion Erzgebirge/Krušnohoří | 09200393 |
|                                         | Wohnhaus in geschlossener Bebauung | Pfarrgasse 37 (Karte)                       | Um 1240/1250 | Hochmittelalterliches Steinhaus, mehrgeschossiges, turmartiges Bauwerk mit Satteldach, möglicherweise mit Kemenate, im späten Mittelalter (um 1409) umgebaut, im 19. Jahrhundert um zwei Stockwerke erhöht, bau-, haus- und stadtentwicklungsgeschichtlich bedeutend, zudem singulär (Seltenheitswert), seit 2019 zugehörig zur Kernzone des UNESCO-Welterbes Montanregion Erzgebirge/Krušnohoří | 09200745 |
| Weitere Bilder                          | Schulgebäude (III. Bürgerschule, Dürerschule) | Pfarrgasse 44 (Karte)                       | 1905 | Breitgelagerter, repräsentativer Bau, dominantes historisierendes Gebäude mit kräftiger Fassadengliederung und Neorenaissancegiebeln, baugeschichtlich bedeutend und als älteres Schulgebäude wichtig für die Stadtgeschichte, seit 2019 zugehörig zur Kernzone des UNESCO-Welterbes Montanregion Erzgebirge/Krušnohoří | 09200390 |
|                                         | Institutsgebäude (Bergakademie) | Prüferstraße 1 (Karte)                      | Bezeichnet mit 1906                                                                                                 | Breitgelagerter Bau mit hervorgehobener Eingangssituation und markantem Treppenhaus, bau- und ortsgeschichtlich bedeutend, im 21. Jahrhundert Medienzentrum, seit 2019 zugehörig zur Kernzone des UNESCO-Welterbes Montanregion Erzgebirge/Krušnohoří | 09200693 |
|                                         | Keller und barocke Erdgeschossmauer mit Portal eines ehemaligen Wohnhauses                                                                                 | Prüferstraße 2 (Karte)                      | Kern Mitte 16. Jahrhundert (Keller); Mitte 18. Jahrhundert (Erdgeschossmauer); bezeichnet mit 1759 (Portal)         | Kern aus der Mitte des 16. Jahrhunderts, im Erdgeschoss Portal bezeichnet mit 1759, stadtentwicklungsgeschichtlich von Belang, zudem im Zusammenhang mit Ensemble der Burgstraße städtebaulich bedeutend, seit 2019 zugehörig zur Kernzone des UNESCO-Welterbes Montanregion Erzgebirge/Krušnohoří | 08992448 |
| Direkt Bild zu diesem Denkmal hochladen | Keller | Prüferstraße 8 (Karte)                      | 13. bis 16. Jahrhundert                                                                                             | Tonnengewölbt, baugeschichtlich bedeutend, seit 2019 zugehörig zur Kernzone des UNESCO-Welterbes Montanregion Erzgebirge/Krušnohoří | 08992449 |
| Weitere Bilder                          | Institutsgebäude (Bergakademie) | Prüferstraße 9 (Karte)                      | Um 1900 | Repräsentativer, historisierender Bau mit Klinker-, Putz- und Sandsteinfassade, architekturhistorisch und ortsgeschichtlich bedeutend, heute Fakultät für Mathematik und Informatik, seit 2019 zugehörig zur Kernzone des UNESCO-Welterbes Montanregion Erzgebirge/Krušnohoří | 09200692 |
|                                         | Wohn- und Geschäftshaus in Ecklage und geschlossener Bebauung                                                                                              | Rinnengasse 1 (Karte)                       | Vor 1900 | Repräsentativer Gründerzeitbau, bau- und stadtentwicklungsgeschichtlich bedeutend, seit 2019 zugehörig zur Kernzone des UNESCO-Welterbes Montanregion Erzgebirge/Krušnohoří | 09200346 |
|                                         | Wohn- und Geschäftshaus in Ecklage und geschlossener Bebauung                                                                                              | Rinnengasse 2 (Karte)                       | Bezeichnet mit 1868                                                                                                 | Früher Gründerzeitbau in gotisierenden Formen, bau- und stadtentwicklungsgeschichtlich bedeutend, im Zusammenhang mit Ensemble der Petersstraße zudem städtebaulich von Belang | 09200347 |
|                                         | Doppelwohnhaus in geschlossener Bebauung | Rinnengasse 10, 12 (Karte)                  | 16./17. Jahrhundert                                                                                                 | Mit einfachen Mitteln zugleich ausgewogen und straßenbildbestimmend gestaltetes Haus, linke Hälfte im Kern größtenteils noch aus dem 16. Jahrhundert, bau- und stadtentwicklungsgeschichtlich bedeutend, zudem ortsbildprägend, seit 2019 zugehörig zur Kernzone des UNESCO-Welterbes Montanregion Erzgebirge/Krušnohoří | 09200422 |
|                                         | Wohnhaus in geschlossener Bebauung und Ecklage | Rinnengasse 14 (Karte)                      | 1539/1540 | Markanter Renaissancebau mit klarer Achsengliederung und Segmentbogenportal, durch seine hohe Giebelfront zur Fischerstraße bestimmend für Straßenbild, bau- und stadtentwicklungsgeschichtlich bedeutend, zudem ortsbildprägend, seit 2019 zugehörig zur Kernzone des UNESCO-Welterbes Montanregion Erzgebirge/Krušnohoří | 09200423 |
|                                         | Wohnhaus in geschlossener Bebauung und Ecklage sowie Hinterhaus (ehemalige Bewirtschaftungsstelle des Oberbergamtes)                                       | Schloßplatz 1 (Karte)                       | Ausgang 16. Jahrhundert (Hausteil neben Burgstraße 25); um 1600 (Eckbau und Hinterhaus)                             | Markanter Eckbau des ausgehenden 16. Jahrhunderts, Gebäude wurde in zwei Abschnitten errichtet, Fassade bei Umbau um 1800 vollständig verändert, später Verwaltungsbau des Oberbergamtes, stadtentwicklungs- und ortsgeschichtlich bedeutend, im Zusammenhang mit Ensemble des Schloßplatzes zudem städtebaulich von Belang, seit 2019 zugehörig zur Kernzone des UNESCO-Welterbes Montanregion Erzgebirge/Krušnohoří | 09200681 |
|                                         | Fassade eines ehemaligen Wohnhauses in geschlossener Bebauung                                                                                              | Schloßplatz 1a (Karte)                      | Bezeichnet mit 1800                                                                                                 | Klassizistische Fassade, von stadtentwicklungsgeschichtlichem Wert und bedeutend für das Ortsbild, zudem von architekturhistorischem Wert, im Zusammenhang mit Ensemble des Schloßplatzes auch städtebaulich von Belang, seit 2019 zugehörig zur Kernzone des UNESCO-Welterbes Montanregion Erzgebirge/Krušnohoří | 09200682 |
|                                         | Wohnhaus in geschlossener Bebauung | Schloßplatz 2 (Karte)                       | 1842 | Spätklassizistischer Bau, zusammen mit Schloßplatz 1 bedeutend für das Ortsbild, von architekturhistorischem und stadtentwicklungsgeschichtlichem Wert, im Zusammenhang mit Ensemble des Schloßplatzes zudem städtebaulich von Belang, seit 2019 zugehörig zur Kernzone des UNESCO-Welterbes Montanregion Erzgebirge/Krušnohoří | 09200684 |
|                                         | Gedenkstein für Revolution von 1848 | Schloßplatz 3 (Karte)                       | 1948–1949, bezeichnet mit 1948                                                                                      | Fast kubistisch wirkender, rechteckiger Sandsteinblock mit figürlichem Relief, frühes Beispiel Bildhauerkunst auf dem Gebiet der DDR, auf Grund des Entstehungsdatums kunsthistorisch bedeutsam (Seltenheitswert), seit 2019 zugehörig zur Kernzone des UNESCO-Welterbes Montanregion Erzgebirge/Krušnohoří | 09200744 |
| Weitere Bilder                          | Ehemaliges Amtsgebäude mit Einfriedung (Rentamt, Kreissteuereinnahmeamt, Kriminalamt, Krügerhaus)                                                          | Schloßplatz 3 (Karte)                       | Nach 1511 | Künstlerisch, bau-, orts- und stadtentwicklungsgeschichtlich bedeutend, im Zusammenhang mit Ensemble des Schloßplatzes zudem städtebaulich von Belang, seit 2019 zugehörig zur Kernzone des UNESCO-Welterbes Montanregion Erzgebirge/Krušnohoří | 09200683 |
| Weitere Bilder                          | Schlossanlage mit Schloss Freudenstein, Schlossgraben, zwei Brücken, zwei Portalen, Mauern, zumeist Stützmauern, altem Schlosshof und Altschloßturm        | Schloßplatz 4 (Karte)                       | Um 1400, 1566–1579 und 1794–1805                                                                                    | Rechteckige Vierflügelanlage mit großem Innenhof, bestehend aus Ostflügel, Eckturm, Südflügel, sogenanntem Großem Rundturm, Kirchenflügel, Neuem Haus, Nordflügel, Altem und Neuem Schlosshof, Graben, zwei Brücken, Haupt- und Nebenportal, diversen Mauern (u. a. mit wuchtigen Stützpfeilern) und Anschluss an Stadtmauer, einschließlich vorhandener Ausstattung, aus einer mittelalterlichen Burganlage hervorgegangenes Residenzschloss der Wettiner, später zum Militär- und Bergmagazin umgebaut, im 21. Jahrhundert Sitz der weltgrößten Mineraliensammlung und des Bergarchivs, Fläche des neuen Schlosshofes mit moderner Gestaltung, künstlerisch, bau-, orts- und landesgeschichtlich bedeutend sowie singulär, seit 2019 zugehörig zur Kernzone des UNESCO-Welterbes Montanregion Erzgebirge/Krušnohoří | 09200738 |
| Weitere Bilder                          | Wohnhaus mit Werkstatt in offener Bebauung (Silbermannhaus, Reiterhaus)                                                                                    | Schloßplatz 6 (Karte)                       | Bezeichnet mit 1601                                                                                                 | Ortsbildprägender dreigeschossiger Bau mit hohem Walmdach, charakteristischen Dachhechten und Segmentbogenportal, ursprünglich Freihaus (auch ehemalige Schlosswache), zwischen 1711 und 1753 Werkstatt und Wohnhaus Gottfried Silbermanns (Tafel von 1953 über Portal), künstlerisch, bau-, personen-, orts- und stadtentwicklungsgeschichtlich bedeutend, im Zusammenhang mit Ensemble des Schloßplatzes auch städtebaulich von Belang, seit 2019 zugehörig zur Kernzone des UNESCO-Welterbes Montanregion Erzgebirge/Krušnohoří | 09200523 |
|                                         | Institutsgebäude (Institut für experimentelle Physik, Bergakademisches Laboratorium)                                                                       | Silbermannstraße 1 (Karte)                  | 1887 | Repräsentativer historisierender Bau der Bergakademie, als Zeugnis der Architektur des ausgehenden 19. Jahrhunderts baugeschichtlich bedeutend, im Zusammenhang mit Bergakademie auch ortsgeschichtlich wertvoll | 09200577 |
|                                         | Fassade, Giebelwände und Treppenhaus eines Gebäudes in geschlossener Bebauung                                                                              | Silbermannstraße 2 (Karte)                  | Um 1550 | Als Fassade der Renaissance baugeschichtlich bedeutend, barockes Treppenhaus, im Zusammenhang mit Ensemble des Schloßplatzes zudem städtebaulich bedeutend, seit 2019 zugehörig zur Kernzone des UNESCO-Welterbes Montanregion Erzgebirge/Krušnohoří | 09200573 |
|                                         | Wohnhaus in halboffener Bebauung | Silbermannstraße 3 (Karte)                  | 1889 | Als original erhaltener und gestalterisch qualitätvoller Historismusbau baugeschichtlich bedeutend, seit 2019 zugehörig zur Kernzone des UNESCO-Welterbes Montanregion Erzgebirge/Krušnohoří | 09200578 |
|                                         | Wohnhaus in geschlossener Bebauung | Silbermannstraße 4 (Karte)                  | 1890 | Wohlproportionierter Historismusbau, bau- und stadtentwicklungsgeschichtlich bedeutend, seit 2019 zugehörig zur Kernzone des UNESCO-Welterbes Montanregion Erzgebirge/Krušnohoří | 09200574 |
|                                         | Wohnhaus in halboffener Bebauung | Silbermannstraße 5 (Karte)                  | 1877 | Als original erhaltener und gestalterisch qualitätvoller Historismusbau baugeschichtlich bedeutend, seit 2019 zugehörig zur Kernzone des UNESCO-Welterbes Montanregion Erzgebirge/Krušnohoří | 09200579 |
|                                         | Wohnhaus in halboffener Bebauung | Silbermannstraße 6 (Karte)                  | Um 1890 | Wohlproportionierter Historismusbau, bau- und stadtentwicklungsgeschichtlich bedeutend, seit 2019 zugehörig zur Kernzone des UNESCO-Welterbes Montanregion Erzgebirge/Krušnohoří | 09200575 |
|                                         | Laborgebäude in offener Bebauung (Elektronisches Laboratorium der Bergakademie)                                                                            | Silbermannstraße 8 (Karte)                  | 1878 | Dekorativer Zweckbau der Bergakademie mit bemerkenswerter historisierender Klinker-Putz-Fassade, baugeschichtlich bedeutend, seit 2019 zugehörig zur Kernzone des UNESCO-Welterbes Montanregion Erzgebirge/Krušnohoří | 09200576 |
|                                         | Wohnhaus in geschlossener Bebauung | Stollngasse 1 (Karte)                       | 18. Jahrhundert | Wohl im 18. Jahrhundert entstanden, Keller älter, Haus 1876 aufgestockt, stadtentwicklungsgeschichtlich bedeutend, zudem wichtig für Erscheinungsbild der Erbischen Straße (fast großstädtisch und geschlossen wirkende Geschäftsstraße um 1900), seit 2019 zugehörig zur Kernzone des UNESCO-Welterbes Montanregion Erzgebirge/Krušnohoří | 09200426 |
| Weitere Bilder                          | Wohnhaus in Ecklage und geschlossener Bebauung | Stollngasse 2 (Karte)                       | Nach 1540 | Bau mit Substanz aus der Renaissance (Decke), um 1800 überformt, bau- und stadtentwicklungsgeschichtlich bedeutend, seit 2019 zugehörig zur Kernzone des UNESCO-Welterbes Montanregion Erzgebirge/Krušnohoří | 09200741 |
|                                         | Wohnhaus in geschlossener Bebauung | Stollngasse 3 (Karte)                       | 18. Jahrhundert | Im ersten Obergeschoss bemerkenswerte barocke Stuckdecke, künstlerisch, bau- und stadtentwicklungsgeschichtlich bedeutend, seit 2019 zugehörig zur Kernzone des UNESCO-Welterbes Montanregion Erzgebirge/Krušnohoří | 09201085 |
|                                         | Wohnhaus in halboffener Bebauung | Stollngasse 4 (Karte)                       | Um 1530 | Im 16. Jahrhundert entstandenes Kleinbürgerhaus mit profilierten Gewänden im Erdgeschoss, barock überformt, aus dieser Zeit das markante Segmentbogenportal, bau- und stadtentwicklungsgeschichtlich bedeutend, seit 2019 zugehörig zur Kernzone des UNESCO-Welterbes Montanregion Erzgebirge/Krušnohoří | 09200427 |
|                                         | Wohnhaus in geschlossener Bebauung | Stollngasse 5 (Karte)                       | Zwischen 1484 und 1700                                                                                              | Bau mit Substanz aus der Renaissance, markantes Satteldach, bau- und ortsgeschichtlich bedeutend, seit 2019 zugehörig zur Kernzone des UNESCO-Welterbes Montanregion Erzgebirge/Krušnohoří | 09302628 |
|                                         | Wohnhaus in geschlossener Bebauung | Stollngasse 7 (Karte)                       | Nach 1566 | Im 16. Jahrhundert entstandenes Freiberger Kleinbürgerhaus, 1869 überformt, bau- und stadtentwicklungsgeschichtlich bedeutend, seit 2019 zugehörig zur Kernzone des UNESCO-Welterbes Montanregion Erzgebirge/Krušnohoří | 09200428 |
|                                         | Wohnhaus in geschlossener Bebauung | Stollngasse 8 (Karte)                       | Um 1860 | Schlichtes, aber sehr ausgewogen gestaltetes spätklassizistisches Haus mit der originalen Fassadengestaltung, bau- und stadtentwicklungsgeschichtlich bedeutend, seit 2019 zugehörig zur Kernzone des UNESCO-Welterbes Montanregion Erzgebirge/Krušnohoří | 09200429 |
|                                         | Wohnhaus in halboffener Bebauung | Stollngasse 10 (Karte)                      | Zwischen 1484 und 1700                                                                                              | Charakteristisches Barockgebäude mit Segmentbogenportal und biberschwanzgedecktem Krüppelwalmdach (nach einer Seite Krüppelwalm), möglicherweise noch Substanz aus dem 16. Jahrhundert, bau- und stadtentwicklungsgeschichtlich bedeutend, seit 2019 zugehörig zur Kernzone des UNESCO-Welterbes Montanregion Erzgebirge/Krušnohoří | 09200430 |
|                                         | Drei Mehrfamilienhäuser | Talstraße 5, 7, 9 (Karte)                   | 1938 | Markantes Ensemble mit traditionell gestalteter Lochfassade, Eingängen mit Rundbogenabschluss, Eckerker und Natursteinsockel, die schiefergedeckten Dächer nach Form und Material erzgebirgisch, charakteristisches Beispiel für Wohnhausarchitektur der 1930er Jahre, dem Heimatstil nahestehende Bauweise, bau- und stadtentwicklungsgeschichtlich bedeutend, seit 2019 zugehörig zur Kernzone des UNESCO-Welterbes Montanregion Erzgebirge/Krušnohoří | 09202216 |
|                                         | Institutsgebäude (Deutsche Versuchsanstalt für Lederindustrie, Labor des Zentralvereins der Deutschen Lederindustrie und des Verbandes Sächsischer Gerber) | Terrassengasse 1 (Karte)                    | 1897 | Langgestrecktes Bau in Form der Deutschen Neorenaissance gestaltet (Treppengiebel und Erker), bedeutend für Ortsgeschichte und Wirtschaftsgeschichte sowie von architekturhistorischem Wert, seit 2019 zugehörig zur Kernzone des UNESCO-Welterbes Montanregion Erzgebirge/Krušnohoří | 09200723 |
|                                         | Wohnhaus in Ecklage und halboffener Bebauung | Terrassengasse 2a (Karte)                   | 17. Jahrhundert | Markanter Renaissancebau mit hohem Steildach, bau- und stadtentwicklungsgeschichtlich bedeutend, seit 2019 zugehörig zur Kernzone des UNESCO-Welterbes Montanregion Erzgebirge/Krušnohoří | 08992446 |
|                                         | Wohnhaus in geschlossener Bebauung | Terrassengasse 12 (Karte)                   | 2. Drittel 18. Jahrhundert                                                                                          | Hinter der Verbretterung im Obergeschoss Fachwerk, baugeschichtlich bedeutend, zudem bauliche Entwicklung etwa seit der Mitte des 18. Jahrhunderts im Zusammenhang mit benachbarten Gebäuden (Nr. 14 und 16) gut ablesbar, stadtentwicklungsgeschichtlich von Belang, seit 2019 zugehörig zur Kernzone des UNESCO-Welterbes Montanregion Erzgebirge/Krušnohoří | 09200720 |
|                                         | Wohnhaus in geschlossener Bebauung, ehemalige Kinderbewahranstalt                                                                                          | Terrassengasse 14 (Karte)                   | Um 1883 | Markanter, spätklassizistisch gestalteter Bau, baugeschichtlich, städtebaulich und ortsgeschichtlich von Bedeutung, seit 2019 zugehörig zur Kernzone des UNESCO-Welterbes Montanregion Erzgebirge/Krušnohoří | 09200721 |
|                                         | Wohnhaus in halboffener Bebauung und Ecklage mit Stützmauer (Gaststätte Klostergarten)                                                                     | Terrassengasse 16 (Karte)                   | 1892–1893 | Ehemaliges Gaststätte, markanter historistischer Eckbau, architekturhistorisch bedeutsam, Stützmauer im Verlauf und möglicherweise Rest der Stadtmauer, ortshistorisch von Belang, seit 2019 zugehörig zur Kernzone des UNESCO-Welterbes Montanregion Erzgebirge/Krušnohoří | 09200722 |
|                                         | Wohnhaus in geschlossener Bebauung | Theatergasse 4 (Karte)                      | 2. Hälfte 16. Jahrhundert                                                                                           | Weitgehend ursprünglich erhaltener Renaissancebau mit Steildach, von wissenschaftlich-dokumentarischem und architekturhistorischem Wert und stadtentwicklungsgeschichtlicher Bedeutung, seit 2019 zugehörig zur Kernzone des UNESCO-Welterbes Montanregion Erzgebirge/Krušnohoří | 09200635 |
|                                         | Wohnhaus in geschlossener Bebauung in Ecklage, mit Gaststätte (Geologenschänke)                                                                            | Thielestraße 1 (Karte)                      | Nach 1536 | Markantes Renaissancegebäude mit profilierten Fenstergewänden und Steildach, im 18. oder Anfang 19. Jahrhundert überformt, bau- und stadtentwicklungsgeschichtlich bedeutend, seit 2019 zugehörig zur Kernzone des UNESCO-Welterbes Montanregion Erzgebirge/Krušnohoří | 09200441 |
| Weitere Bilder                          | Wohnhaus in geschlossener Bebauung | Thielestraße 2 (Karte)                      | Um 1500 (Wohnhaus); 18. Jahrhundert (Erdgeschoss)                                                                   | Bürgerhaus des 16. Jahrhunderts mit spätgotischen Fenstergewänden im ersten und zweiten Obergeschoss sowie hohem Satteldach, bau- und stadtentwicklungsgeschichtlich bedeutend, seit 2019 zugehörig zur Kernzone des UNESCO-Welterbes Montanregion Erzgebirge/Krušnohoří | 09200468 |
| Direkt Bild zu diesem Denkmal hochladen | Wohnhaus in geschlossener Bebauung | Thielestraße 2b (Karte)                     | Um 1200 (westlicher Gebäudeteil)                                                                                    | Im Kern des westlichen Gebäudeteils in Keller und Erdgeschoss Reste eines mittelalterlichen Steinhauses, lang gestreckter Bau, stadtentwicklungsgeschichtlich bedeutend, im Zusammenhang mit Ensemble der Burgstraße städtebaulich von Belang, als ehemaliges Manufakturgebäude orts- und industriegeschichtlich bedeutend (siehe auch Burgstraße 20), seit 2019 zugehörig zur Kernzone des UNESCO-Welterbes Montanregion Erzgebirge/Krušnohoří | 09200469 |
| Direkt Bild zu diesem Denkmal hochladen | Wohnhaus in geschlossener Bebauung und Ecklage | Thielestraße 3 (Karte)                      | Um 1515 | Markantes Eckgebäude, im Kern aus dem 16. Jahrhundert, Krüppelwalmdach, später überformt, bau- und stadtentwicklungsgeschichtlich bedeutend, an dieser Stelle zudem städtebaulich von Belang, seit 2019 zugehörig zur Kernzone des UNESCO-Welterbes Montanregion Erzgebirge/Krušnohoří | 09200541 |
|                                         | Wohnhaus in geschlossener Bebauung mit Sonnenuhr | Thielestraße 5 (Karte)                      | 1490/1500 (Kern Vorgängerbau); nach 1524 (Wohnhaus)                                                                 | Charakteristisches Freiberger Renaissancehaus mit profilierten Fenstergewänden, Sonnenuhr und Steildach, im 18. Jahrhundert und 1886 leicht überformt, künstlerisch, bau- und stadtentwicklungsgeschichtlich bedeutend, seit 2019 zugehörig zur Kernzone des UNESCO-Welterbes Montanregion Erzgebirge/Krušnohoří | 09200540 |
|                                         | Wohnhaus in geschlossener Bebauung | Untergasse 4 (Karte)                        | 1595/1606 | Möglicherweise ehemaliges Handwerkerhaus (aufgemalte Innungssymbole über der Tür), stadtentwicklungsgeschichtlich bedeutend, zudem von Bedeutung für das Ortsbild, seit 2019 zugehörig zur Kernzone des UNESCO-Welterbes Montanregion Erzgebirge/Krušnohoří | 09200707 |
|                                         | Wohnhaus in geschlossener Bebauung | Untergasse 6 (Karte)                        | 1560/1564 | Typisches Freiberger Kleinbürgerhaus, Segmentbogenportal, im Inneren noch Substanz aus dem 16. Jahrhundert, wohl um 1800 leicht überformt, bau- und stadtentwicklungsgeschichtlich bedeutend, seit 2019 zugehörig zur Kernzone des UNESCO-Welterbes Montanregion Erzgebirge/Krušnohoří | 08992517 |
|                                         | Wohnhaus in geschlossener Bebauung | Untergasse 8 (Karte)                        | 17./18. Jahrhundert                                                                                                 | Bedeutend für das Ortsbild und von stadtentwicklungsgeschichtlichem Wert, seit 2019 zugehörig zur Kernzone des UNESCO-Welterbes Montanregion Erzgebirge/Krušnohoří | 09200705 |
|                                         | Wohnhaus in geschlossener Bebauung | Untergasse 10 (Karte)                       | Um 1600 | Mit profilierter Holzdecke des 16. Jahrhunderts, Segmentbogenportal und wohl auch die Fenster im Erdgeschoss entsprechend der Datierung entstanden, charakteristisches Kleinbürgerhaus, bedeutend für Ortsbild sowie bau- und stadtentwicklungsgeschichtlich bedeutend, seit 2019 zugehörig zur Kernzone des UNESCO-Welterbes Montanregion Erzgebirge/Krušnohoří | 09200704 |
|                                         | Wohnhaus in geschlossener Bebauung | Untergasse 12a (Karte)                      | Um 1540; 18. Jahrhundert                                                                                            | Bemerkenswertes Bürgerhaus des 16. Jahrhunderts mit profilierten und architravierten Fenstergewänden, Sitznischenportal und Steildach, im 18. Jahrhundert teilweise überformt, künstlerisch, bau- und stadtentwicklungsgeschichtlich bedeutend, seit 2019 zugehörig zur Kernzone des UNESCO-Welterbes Montanregion Erzgebirge/Krušnohoří | 09200703 |
|                                         | Wohnhaus in geschlossener Bebauung | Untergasse 14 (Karte)                       | Um 1539 | Bürgerhaus des 16. Jahrhunderts mit profilierten und architravierten Fenstergewänden sowie Steildach, Segmentbogenportal barock, im Inneren bemerkenswerte Ausstattungsteile, baukünstlerisch, bau- und stadtentwicklungsgeschichtlich bedeutend, seit 2019 zugehörig zur Kernzone des UNESCO-Welterbes Montanregion Erzgebirge/Krušnohoří | 09200702 |
|                                         | Wohnhaus in halboffener Bebauung | Untergasse 16 (Karte)                       | 16. Jahrhundert, Kern älter                                                                                         | Bürgerhaus wohl vor allem des 16. Jahrhunderts mit Resten einer Blockstube, altem Dachstuhl, Konsolen usw., baugeschichtlich bedeutend, seit 2019 zugehörig zur Kernzone des UNESCO-Welterbes Montanregion Erzgebirge/Krušnohoří | 09303551 |
| Weitere Bilder                          | Luther-Brunnen | Untermarkt (Karte)                          | Bezeichnet mit 1917                                                                                                 | Brunnen bestehend aus Rückwand, Schale, Stele und Büste Luthers, künstlerisch und geschichtlich von Bedeutung, seit 2019 zugehörig zur Kernzone des UNESCO-Welterbes Montanregion Erzgebirge/Krušnohoří | 09200543 |
|                                         | Superintendentur | Untermarkt 1 (Karte)                        | 1220/1230 (nördlicher Hausteil); um 1504 (südlicher Hausteil)                                                       | Aus zwei Einzelgebäuden bestehende Gruppe, der südliche höhere Bau mit Steildach, Quaderportal, Vorhangbogenfenstern im ersten Obergeschoss, einfach profilierten Fenstern und bemerkenswerter Eingangshalle, der nördliche Bau eine ursprünglich zweigeschossige Kemenate mit Resten romanischer Fenster, später aufgestockt, die übrigen Öffnungen mit Stabwerkprofilen, künstlerisch, bau- und stadtentwicklungsgeschichtlich bedeutend im Zusammenhang mit unverwechselbarem Ensemble des Untermarktes von besonderer städtebaulicher Bedeutung, zudem singulär (eines der ältesten Häuser von Freiberg, Ausstattung mit Seltenheitswert usw.), seit 2019 zugehörig zur Kernzone des UNESCO-Welterbes Montanregion Erzgebirge/Krušnohoří | 09200554 |
|                                         | Wohnhaus in halboffener Bebauung | Untermarkt 2 (Karte)                        | 1573 | Eindrucksvolles Renaissancegebäude mit verschiedenartig gestalteten Fenstergewänden aus dem 16. Jahrhundert (wohl größtenteils erneuert) und hohem Steildach, das Segmentbogenportal später, Wohnstätte des Bergstudenten Theodor Körner von 1809 bis 1810 (Gedenktafel und Relief), künstlerisch, bau-, personen- und stadtentwicklungsgeschichtlich bedeutend im Zusammenhang mit unverwechselbarem Ensemble des Untermarktes zudem von besonderem städtebaulichen Wert, seit 2019 zugehörig zur Kernzone des UNESCO-Welterbes Montanregion Erzgebirge/Krušnohoří | 09200555 |
|                                         | Wohnhaus in halboffener Bebauung mit Bruchsteinmauer | Untermarkt 5 (Karte)                        | Um 1550 | In seiner heutigen Form frühbarockes Bürgerhaus mit axialer Fassadengliederung, großem Korbbogenportal und Steildach, in den Fundamenten Architekturteile der Franziskanerkirche festgestellt, bildet eindrucksvolles Ensemble mit den unmittelbar benachbarten Gebäuden, bau-, orts- und stadtentwicklungsgeschichtlich bedeutend, im Zusammenhang mit einzigartiger Platzanlage des Untermarktes städtebaulich besonders wertvoll | 09200556 |
|                                         | Wohnhaus in geschlossener Bebauung | Untermarkt 6 (Karte)                        | Um 1550 | Charakteristisches Bürgerhaus der Renaissance mit hohem Steildach, in den nachfolgenden Jahrhunderten teilweise überformt, die axiale Fassadengliederung und das Segmentbogenportal wohl nach 1700, bildet eindrucksvolles Ensemble mit unmittelbar benachbarten Gebäuden, bau- und stadtentwicklungsgeschichtlich bedeutend, im Zusammenhang mit einzigartiger Platzanlage des Untermarktes von besonderer städtebaulicher Bedeutung, seit 2019 zugehörig zur Kernzone des UNESCO-Welterbes Montanregion Erzgebirge/Krušnohoří | 09200557 |
|                                         | Wohnhaus in halboffener Bebauung mit Hinterhaus und Bruchsteinmauer                                                                                        | Untermarkt 7 (Karte)                        | 1549/1550 (Wohnhaus); um 1560 (Hinterhaus)                                                                          | Wohlproportioniertes Bürgerhaus der Renaissance mit profilierten und architravierten Fenstergewänden sowie hohem Steildach, Segmentbogenportal um 1800, bildet mit unmittelbar benachbarten Gebäuden eindrucksvolles Ensemble, künstlerisch (gestaltete Qualität), bau- und stadtentwicklungsgeschichtlich bedeutend, im Zusammenhang mit einzigartiger Platzanlage des Untermarktes von besonderer städtebaulicher Bedeutung, seit 2019 zugehörig zur Kernzone des UNESCO-Welterbes Montanregion Erzgebirge/Krušnohoří | 09200558 |
|                                         | Wohnhaus mit rückwärtigem Anbau in halboffener Bebauung | Untermarkt 8 (Karte)                        | Zwischen 1555 und 1563                                                                                              | Gebäude des 16. Jahrhunderts, im 18. und 19. Jahrhundert verändert, u. a. mit Segmentbogenportal, bau- und stadtentwicklungsgeschichtlich bedeutend, im Zusammenhang mit einzigartiger Platzanlage des Untermarktes zudem von besonderer städtebaulicher Bedeutung, seit 2019 zugehörig zur Kernzone des UNESCO-Welterbes Montanregion Erzgebirge/Krušnohoří | 09200559 |
|                                         | Wohnhaus in geschlossener Bebauung | Untermarkt 9 (Karte)                        | 18. Jahrhundert | Markanter Bau mit Segmentbogenportal, barockisierender Fassade und hohem Steildach, bau- und stadtentwicklungsgeschichtlich bedeutend, im Zusammenhang mit einzigartiger Platzanlage des Untermarktes zudem von besonderer städtebaulicher Bedeutung, seit 2019 zugehörig zur Kernzone des UNESCO-Welterbes Montanregion Erzgebirge/Krušnohoří | 09200560 |
|                                         | Wohnhaus in Ecklage und geschlossener Bebauung | Untermarkt 10 (Karte)                       | 18. Jahrhundert | Charakteristisches Gebäude aus dem 18. Jahrhundert mit Krüppelwalmdach und barockem Portal, bau- und stadtentwicklungsgeschichtlich bedeutend, im Zusammenhang mit einzigartiger Platzanlage des Untermarktes zudem städtebaulich besonders wertvoll, seit 2019 zugehörig zur Kernzone des UNESCO-Welterbes Montanregion Erzgebirge/Krušnohoří | 09200561 |
| Direkt Bild zu diesem Denkmal hochladen | Rest einer Kemenate (sogenanntes Steinwerk) und ein Keller                                                                                                 | Untermarkt 12 (Karte)                       | Um 1200 | Massiv mit Bruchstein, bau- und stadtentwicklungsgeschichtlich bedeutend, zudem singulär (Seltenheitswert), seit 2019 zugehörig zur Kernzone des UNESCO-Welterbes Montanregion Erzgebirge/Krušnohoří | 09200664 |
|                                         | Fassade eines Wohnhauses in geschlossener Bebauung | Untermarkt 13 (Karte)                       | Um 1550 | Charakteristisches Bürgerhaus des 16. Jahrhunderts mit profilierten Fenstergewänden und Stabwerk sowie Steildach, Segmentbogenportal und bemerkenswerter Innenausstattung wohl von 1789, als baukünstlerisches Zeugnis insbesondere der Renaissance und des Spätbarock baugeschichtlich, künstlerisch und stadtentwicklungsgeschichtlich bedeutend, im Zusammenhang mit einzigartiger Platzanlage des Untermarktes zudem von besonderer städtebaulicher Bedeutung, seit 2019 zugehörig zur Kernzone des UNESCO-Welterbes Montanregion Erzgebirge/Krušnohoří | 09200562 |
|                                         | Fassade eines Wohnhauses in geschlossener Bebauung | Untermarkt 14 (Karte)                       | Um 1560 | Charakteristisches Bürgerhaus des 16. Jahrhunderts mit Stabwerkgewänden und Steildach, im Barock leicht überformt, bau- und stadtentwicklungsgeschichtlich bedeutend, im Zusammenhang mit einzigartiger Platzanlage des Untermarktes zudem von besonderer städtebaulicher Bedeutung, seit 2019 zugehörig zur Kernzone des UNESCO-Welterbes Montanregion Erzgebirge/Krušnohoří | 09200563 |
|                                         | Wohnhaus in geschlossener Bebauung | Untermarkt 15 (Karte)                       | Nach 1556 | Charakteristisches Bürgerhaus der Renaissance mit hohem Steildach, Erdgeschoss um 1880 überformt, stadtentwicklungsgeschichtlich wertvoll, im Zusammenhang mit einzigartiger Platzanlage des Untermarktes zudem von besonderer städtebaulicher Bedeutung, seit 2019 zugehörig zur Kernzone des UNESCO-Welterbes Montanregion Erzgebirge/Krušnohoří | 09200571 |
|                                         | Wohnhaus in geschlossener Bebauung | Untermarkt 16 (Karte)                       | 1556 | Charakteristisches Bürgerhaus des 16. Jahrhunderts mit profilierten Fenstergewänden und hohem Steildach, im Erdgeschoss später überformt, bau- und stadtentwicklungsgeschichtlich bedeutend, im Zusammenhang mit einzigartiger Platzanlage des Untermarktes zudem von besonderer städtebaulicher Bedeutung, seit 2019 zugehörig zur Kernzone des UNESCO-Welterbes Montanregion Erzgebirge/Krušnohoří | 09200564 |
|                                         | Wohnhaus in geschlossener Bebauung | Untermarkt 17 (Karte)                       | Um 1529 | Charakteristisches Freiberger Kleinbürgerhaus, ursprünglich 16. Jahrhundert, im ersten Obergeschoss Renaissance-Architektur vorhanden, nach 1850 überformt, stadtentwicklungsgeschichtlich wertvoll, im Zusammenhang mit einzigartiger Platzanlage des Untermarktes zudem von besonderer städtebaulicher Bedeutung, seit 2019 zugehörig zur Kernzone des UNESCO-Welterbes Montanregion Erzgebirge/Krušnohoří | 09200570 |
| Weitere Bilder                          | Wohnhaus mit Hintergebäude in geschlossener Bebauung | Untermarkt 18 (Karte)                       | 1719/1720; bezeichnet mit 1721                                                                                      | Markantes barockes Bürgerhaus mit axialer Fassadengliederung, gestalterisch bemerkenswertem Portal und Steildach, künstlerisch, bau- und stadtentwicklungsgeschichtlich bedeutend, im Zusammenhang mit einzigartiger Platzanlage des Untermarktes städtebaulich wertvoll, das Portal als eines der qualitätsvollsten Beispiele aus dem 18. Jahrhundert zudem singulär (Seltenheitswert), seit 2019 zugehörig zur Kernzone des UNESCO-Welterbes Montanregion Erzgebirge/Krušnohoří | 09200565 |
|                                         | Wohnhaus in geschlossener Bebauung | Untermarkt 20 (Karte)                       | Zwischen 1484 und um 1700                                                                                           | Charakteristisches Gebäude aus dem 16. und 18. Jahrhundert mit axialer Fassadengliederung, Segmentbogenportal und Steildach, bau- und stadtentwicklungsgeschichtlich bedeutend, im Zusammenhang mit einzigartiger Platzanlage des Untermarktes zudem von besonderem städtebaulichen Wert, seit 2019 zugehörig zur Kernzone des UNESCO-Welterbes Montanregion Erzgebirge/Krušnohoří | 09200567 |
|                                         | Wohnhaus, später auch Gasthaus (Zur Goldenen Pforte) | Untermarkt 21 (Karte)                       | Um 1560 (Vorderhaus); um 1588 (hinterer Gebäudeteil)                                                                | Markanter Renaissancebau mit reich gestalteten Fenstergewänden und hohem Steildach, 172 barock überformt (Korbbogenportal), 1610–1643 Wohnstätte des Komponisten Christophorus Demantius, künstlerisch, bau-, personen- und stadtentwicklungsgeschichtlich bedeutend, im Zusammenhang mit einzigartiger Platzanlage des Untermarktes auch von besonderer städtebaulicher Bedeutung, vor allem als repräsentativstes Gebäude der Südostseite, seit 2019 zugehörig zur Kernzone des UNESCO-Welterbes Montanregion Erzgebirge/Krušnohoří | 09200566 |
|                                         | Wohnhaus in Ecklage und halboffener Bebauung | Untermarkt 26 (Karte)                       | 1486/1487 | Im Wesentlichen Gebäude des 16. Jahrhunderts mit Steildach, stadtentwicklungsgeschichtlich wertvoll, im Zusammenhang mit einzigartiger Platzanlage des Untermarktes zudem von besonderer städtebaulicher Bedeutung, seit 2019 zugehörig zur Kernzone des UNESCO-Welterbes Montanregion Erzgebirge/Krušnohoří | 09200572 |
| Weitere Bilder                          | Schul- und Stiftsgebäude mit rückwärtigen Anbauten (Waisenhaus, Knabenschule, Beginenstift)                                                                | Waisenhausstraße 2 (Nonnengasse 1a) (Karte) | Um 1680 | Im 21. Jahrhundert Hotel Am Obermarkt, langgestreckter spätbarocker Bau, zwei aufwändige Tore, gotische Kellertonne (Spitztonne), bau- und stadtentwicklungsgeschichtlich bedeutend, seit 2019 zugehörig zur Kernzone des UNESCO-Welterbes Montanregion Erzgebirge/Krušnohoří | 09200010 |
|                                         | Wohnhaus in geschlossener Bebauung | Waisenhausstraße 3 (Karte)                  | Um 1520 | Bürgerhaus mit Renaissancegewänden, bau- und stadtentwicklungsgeschichtlich bedeutend, seit 2019 zugehörig zur Kernzone des UNESCO-Welterbes Montanregion Erzgebirge/Krušnohoří | 09200296 |
|                                         | Wohnhaus in geschlossener Bebauung mit originaler Hofpflasterung (ehemalige Zigarrenfabrik)                                                                | Waisenhausstraße 4 (Karte)                  | 1513/1518 | Bürgerhaus des 16. Jahrhunderts, später überformt, bau- und stadtentwicklungsgeschichtlich bedeutend, seit 2019 zugehörig zur Kernzone des UNESCO-Welterbes Montanregion Erzgebirge/Krušnohoří | 09200012 |
|                                         | Wohnhaus in geschlossener Bebauung | Waisenhausstraße 6 (Karte)                  | Um 1570/1580 | Markanter Renaissancebau, der um 1800 (Segmentbogenportal) und später überformt wurde, bau- und stadtentwicklungsgeschichtlich bedeutend, seit 2019 zugehörig zur Kernzone des UNESCO-Welterbes Montanregion Erzgebirge/Krušnohoří | 09200011 |
| Weitere Bilder                          | Erdgeschossdecke, Kellergewölbe, Teile Fensterarchitektur und weitere originale Ausstattungsstücke (Säule, Portal usw.)                                    | Waisenhausstraße 7 (Karte)                  | Bezeichnet mit 1555                                                                                                 | Baugeschichtlich und künstlerisch bedeutend, seit 2019 zugehörig zur Kernzone des UNESCO-Welterbes Montanregion Erzgebirge/Krušnohoří | 09200298 |
|                                         | Wohnhaus in geschlossener Bebauung | Waisenhausstraße 8 (Karte)                  | Vor 1570 | Mit Laden, im Kern wohl 16. und 17. Jahrhundert, stadtentwicklungsgeschichtlich bedeutend, seit 2019 zugehörig zur Kernzone des UNESCO-Welterbes Montanregion Erzgebirge/Krušnohoří | 09200290 |
|                                         | Wohnhaus und angebautes Hinterhaus in geschlossener Bebauung (Freimaurerloge zu den 3. Bergen, Naturkundemuseum)                                           | Waisenhausstraße 10 (Karte)                 | 1510/1530 (Wohnhaus); 1622 (Hinterhaus)                                                                             | Ehemalige Loge, heute Naturkundemuseum, repräsentatives Patrizierhaus, Anfang des 16. Jahrhunderts hervorgegangen aus einem Traufen- und Giebelhaus, 1622 mit dem Nachbarhaus zusammengelegt und das Hinterhaus neu angebaut, breitgelagerte Fassade, hohes Steildach und markante Schmuckelementen (Rundbogenportal mit Stabwerk, profilierte Fenster usw.), im Innern wertvolle Substanz, zeitweilig im Besitz der 1798 gegründeten Freimaurerloge zu den 3. Bergen, künstlerisch, bau-, orts- und stadtentwicklungsgeschichtlich bedeutend, mit verschiedenen bemerkenswerten Details zudem singulär, seit 2019 zugehörig zur Kernzone des UNESCO-Welterbes Montanregion Erzgebirge/Krušnohoří | 09200017 |
|                                         | Wohnhaus in geschlossener Bebauung | Waisenhausstraße 12 (Karte)                 | Um 1594 | Im Kern Gebäude des 16. Jahrhunderts, bau- und stadtentwicklungsgeschichtlich bedeutend, seit 2019 zugehörig zur Kernzone des UNESCO-Welterbes Montanregion Erzgebirge/Krušnohoří | 09200016 |
| Weitere Bilder                          | Wohnhaus in geschlossener Bebauung | Waisenhausstraße 14 (Karte)                 | Um 1594 | Im Kern Gebäude des 16. Jahrhunderts, bau- und stadtentwicklungsgeschichtlich bedeutend, seit 2019 zugehörig zur Kernzone des UNESCO-Welterbes Montanregion Erzgebirge/Krušnohoří | 09200015 |
|                                         | Keller, Erdgeschossdecke, Säule, innere Fensterarchitektur im Erdgeschoss eines Wohnhauses                                                                 | Waisenhausstraße 18 (Karte)                 | 16. Jahrhundert | Gebäude sonst eine weitgehende Kopie, künstlerisch, bau- und stadtentwicklungsgeschichtlich bedeutend, seit 2019 zugehörig zur Kernzone des UNESCO-Welterbes Montanregion Erzgebirge/Krušnohoří | 09200994 |
|                                         | Wohnhaus in geschlossener Bebauung | Waisenhausstraße 20 (Karte)                 | Mitte 19. Jahrhundert                                                                                               | Schlichter, aber charakteristischer, früher Historismusbau, bau- und stadtentwicklungsgeschichtlich bedeutend, seit 2019 zugehörig zur Kernzone des UNESCO-Welterbes Montanregion Erzgebirge/Krušnohoří | 09200013 |
|                                         | Denkmal für den Chemiker Clemens Winkler (Einzeldenkmal der Sachgesamtheit 09200740)                                                                       | Wallstraße (Karte)                          | 1910 | Einzeldenkmal der Sachgesamtheit Promenadenring; massiver rechteckiger Stein auf Grundplatte, Sockel und profiliertem Zwischenstück mit Bildnismedaillon, Inschrift und rückwärtiges Relief, künstlerisch, orts- und personengeschichtlich bedeutend, seit 2019 zugehörig zur Kernzone des UNESCO-Welterbes Montanregion Erzgebirge/Krušnohoří | 09201001 |
|                                         | Denkmal mit Kreuzbrunnen (Einzeldenkmal der Sachgesamtheit 09200740)                                                                                       | Wallstraße (Karte)                          | 1850–1852 | Einzeldenkmal der Sachgesamtheit Promenadenring; in einer Vertiefung gelegene Anlage mit gestaltetem Brunnen, bewehrter Böschung, Pflasterung und kleiner Treppe, künstlerisch und kunsthistorisch bedeutend, seit 2019 zugehörig zur Kernzone des UNESCO-Welterbes Montanregion Erzgebirge/Krušnohoří | 09201004 |
|                                         | Peter-Schmohl-Denkmal: Reste eines Stadtmauerturmes mit Inschrifttafel (Einzeldenkmal der Sachgesamtheit 09200740)                                         | Wallstraße (Karte)                          | 16. Jahrhundert (Mauerturm); um 1900 (Gedenktafel)                                                                  | Einzeldenkmal der Sachgesamtheit Promenadenring; orts- und personengeschichtlich bedeutend (Erinnerungswert), seit 2019 zugehörig zur Kernzone des UNESCO-Welterbes Montanregion Erzgebirge/Krušnohoří | 09200995 |
| Weitere Bilder                          | Denkmal für Abraham Gottlob Werner (Einzeldenkmal der Sachgesamtheit 09200740)                                                                             | Wallstraße (Karte)                          | 1850 | Einzeldenkmal der Sachgesamtheit Promenadenring; Denkmal mit Büste, Postament, reichgestaltetem Sockel und quadratischem, massivem Fuß, für den bedeutenden Geologen und Mineralogen Abraham Gottlob Werner, personengeschichtlich bedeutend, markantes Beispiel eines frühen historisierenden Denkmals, kunstgeschichtlich von Belang, zudem Büste als Teil des Werkes von Ernst Rietschel künstlerisch wertvoll, seit 2019 zugehörig zur Kernzone des UNESCO-Welterbes Montanregion Erzgebirge/Krušnohoří | 09201002 |
| Weitere Bilder                          | Kopfstück eines spätmittelalterlichen Bildstocks (Einzeldenkmal der Sachgesamtheit 09200740)                                                               | Wallstraße (Karte)                          | 1489 | Einzeldenkmal der Sachgesamtheit Promenadenring; mit Darstellungen aus der Passion Christi (Kreuzigung), ortsgeschichtlich, künstlerisch, kunst- und religionsgeschichtlich bedeutend, als eines der wenigen erhaltenen Beispiele zudem singulär bedeutend, seit 2019 zugehörig zur Kernzone des UNESCO-Welterbes Montanregion Erzgebirge/Krušnohoří | 09201003 |
|                                         | Korporationsbau (Corpshaus Teutonia) in geschlossener Bebauung und Ecklage sowie Straßenpflaster                                                           | Wallstraße 1 (Nonnengasse 35) (Karte)       | 1909 | Bildet ein Gebäude mit Wallstraße 1, repräsentatives Gebäude mit Eckturm, weitgehend ursprünglich erhaltener Jugendstilfassade und Interieurs aus der Entstehungszeit, dazu gestaltetes Mosaikpflaster vor Eingang, architekturhistorisch und baukünstlerisch bedeutsam (im 21. Jahrhundert Staatshochbauamt Chemnitz), seit 2019 zugehörig zur Kernzone des UNESCO-Welterbes Montanregion Erzgebirge/Krušnohoří | 09200685 |
|                                         | Wohnhaus in geschlossener Bebauung | Wallstraße 5 (Karte)                        | Bezeichnet mit 1846                                                                                                 | Putzbau mit Segmentbogenportal, stadtentwicklungsgeschichtlich bedeutend, seit 2019 zugehörig zur Kernzone des UNESCO-Welterbes Montanregion Erzgebirge/Krušnohoří | 09200686 |
|                                         | Wohnhaus in geschlossener Bebauung | Wallstraße 7 (Karte)                        | Bezeichnet mit 1797                                                                                                 | Als Bau aus dem späten 18. Jahrhundert stadtentwicklungsgeschichtlich bedeutend, seit 2019 zugehörig zur Kernzone des UNESCO-Welterbes Montanregion Erzgebirge/Krušnohoří | 09200687 |
|                                         | Ehemaliges Verwaltungsgebäude für St. Petri (Kirchnerhaus)                                                                                                 | Wallstraße 12 (Karte)                       | Bezeichnet mit 1913                                                                                                 | Seit geraumer Zeit Wohnhaus, repräsentatives Bauwerk über winkligem Grundriss, mit vereinfacht historisierender Fassade und Rundbogenportal, bemerkenswert der zentrale Schmuckerker, künstlerisch, bau-, orts- und stadtentwicklungsgeschichtlich bedeutend, seit 2019 zugehörig zur Kernzone des UNESCO-Welterbes Montanregion Erzgebirge/Krušnohoří | 09200018 |
|                                         | Ehemaliges Druckereigebäude | Wallstraße 18 (Karte)                       | Bezeichnet mit 1902 (erbaut), begründet 1849                                                                        | Wohl Hintergebäude zur Petersstraße 36, repräsentativer historisierender Bau, bau- und ortsgeschichtlich bedeutend, seit 2019 zugehörig zur Kernzone des UNESCO-Welterbes Montanregion Erzgebirge/Krušnohoří | 09200320 |
|                                         | Wohnhaus | Wallstraße 22 (Karte)                       | 1912 | Villenartiger Jugendstilbau mit barocken Elementen, Zeugnis der Wohnhaus-Architektur nach 1900, baugeschichtlich und künstlerisch bedeutend, seit 2019 zugehörig zur Kernzone des UNESCO-Welterbes Montanregion Erzgebirge/Krušnohoří | 09200319 |
|                                         | Wohnhaus in offener Bebauung | Wallstraße 24 (Karte)                       | Um 1908 | Fast „klassisch“ anmutendes, ungewöhnlich streng ausgeformtes Beispiel des späten Geometrischen Jugendstils, baugeschichtlich bedeutend, seit 2019 zugehörig zur Kernzone des UNESCO-Welterbes Montanregion Erzgebirge/Krušnohoří | 09200318 |
|                                         | Mietshaus in geschlossener Bebauung und Ecklage | Wasserturmstraße 2 (Karte)                  | 1893–1894 | Stadtbildprägendes, repräsentatives Gebäude mit aufwändiger Fassadengestaltung und turmartigem Aufbau an der Ecke, eines der markantesten Beispiele gründerzeitlicher bzw. historisierender Architektur im ausgehenden 19. Jahrhundert in Freiberg, künstlerisch, bau- und stadtentwicklungsgeschichtlich bedeutend, seit 2019 zugehörig zur Kernzone des UNESCO-Welterbes Montanregion Erzgebirge/Krušnohoří | 09200433 |
|                                         | Mietshaus in halboffener Bebauung | Wasserturmstraße 2a (Karte)                 | Bezeichnet mit 1888                                                                                                 | Weitgehend original erhaltener Gründerzeitbau mit Klinker-Putz-Fassade, bau- und stadtentwicklungsgeschichtlich bedeutend, seit 2019 zugehörig zur Kernzone des UNESCO-Welterbes Montanregion Erzgebirge/Krušnohoří | 09200436 |
|                                         | Mietshaus in halboffener Bebauung | Wasserturmstraße 3 (Karte)                  | 1895–1896 | Weitgehend original erhaltener Gründerzeitbau mit Klinker-Putz-Fassade, bau- und stadtentwicklungsgeschichtlich bedeutend, seit 2019 zugehörig zur Kernzone des UNESCO-Welterbes Montanregion Erzgebirge/Krušnohoří | 09200435 |
|                                         | Portal und Gewölbe im Erdgeschoss eines Gebäudes sowie Nebengebäude                                                                                        | Wasserturmstraße 8 (Karte)                  | Um 1520 (Gewölbe und Portal); bezeichnet mit 1791 (Fachwerkhaus)                                                    | U. a. spätgotisches Rundbogenportal mit Stabwerk an der Hofseite und Gewölbe im Erdgeschoss des ursprünglichen Gebäudes aus dem frühen 16. Jahrhundert, Nebengebäude Obergeschoss Fachwerk, erstere baugeschichtlich bedeutsame Bauteile, zweiteres ortsbildprägender Fachwerkbau, künstlerisch, bau- und stadtentwicklungsgeschichtlich bedeutend, seit 2019 zugehörig zur Kernzone des UNESCO-Welterbes Montanregion Erzgebirge/Krušnohoří | 09200437 |
|                                         | Ehemaliges Hospital (Weiberspital) | Wasserturmstraße 9 (Karte)                  | Um 1510 | Breitgelagertes Gebäude mit ausgebautem Mansarddach, im Kern sicher noch 16. Jahrhundert, später teilweise überformt, bemerkenswert das mittige Sitznischenportal, bau-, orts- und stadtentwicklungsgeschichtlich bedeutend, seit 2019 zugehörig zur Kernzone des UNESCO-Welterbes Montanregion Erzgebirge/Krušnohoří | 09200627 |
|                                         | Wohnhaus in halboffener Bebauung | Wasserturmstraße 13 (Karte)                 | 1863 | Gestalterisch hervorgehobener Historismusbau von architekturhistorischem und baukünstlerischem Wert, seit 2019 zugehörig zur Kernzone des UNESCO-Welterbes Montanregion Erzgebirge/Krušnohoří | 09200628 |
|                                         | Wohnhaus in geschlossener Bebauung | Wasserturmstraße 18 (Karte)                 | 1527/1531 | Typisches Kleinbürgerhaus der Renaissance im Jacobiviertel, mit profilierten Fenstergewänden im Obergeschoss, Segmentbogenportal und Steildach einschl. durchgehender liegender Schleppluke, bau- und stadtentwicklungsgeschichtlich bedeutend, seit 2019 zugehörig zur Kernzone des UNESCO-Welterbes Montanregion Erzgebirge/Krušnohoří | 09200438 |
|                                         | Wohnhaus in geschlossener Bebauung | Wasserturmstraße 20 (Karte)                 | Zwischen 1484 und um 1700                                                                                           | Typisches Freiberger Kleinbürgerhaus, innen möglicherweise Bausubstanz der Renaissance, bau- und stadtentwicklungsgeschichtlich bedeutend, seit 2019 zugehörig zur Kernzone des UNESCO-Welterbes Montanregion Erzgebirge/Krušnohoří | 09200801 |
|                                         | Wohnhaus in geschlossener Bebauung | Wasserturmstraße 22 (Karte)                 | Um 1588 | Einst typisches Freiberger Kleinbürgerhaus, innen noch Substanz der Renaissance (u. a. Konsolen), bau- und stadtentwicklungsgeschichtlich bedeutend, seit 2019 zugehörig zur Kernzone des UNESCO-Welterbes Montanregion Erzgebirge/Krušnohoří | 09200019 |
|                                         | Wohnhaus in halboffener Bebauung | Wasserturmstraße 34 (Karte)                 | 1544/1548 | Charakteristisches Kleinbürgerhaus des 16. Jahrhunderts mit profilierten Fenstergewänden (an freier Giebelseite), Resten von Renaissance-Architektur im Innern und hohem Steildach, in den Jahrhunderten danach teilweise überformt, bau- und stadtentwicklungsgeschichtlich bedeutend, als Ausgangsort des Freiberger Bergbaus von Belang für Ortsgeschichte und Geschichte der Montanindustrie, seit 2019 zugehörig zur Kernzone des UNESCO-Welterbes Montanregion Erzgebirge/Krušnohoří | 09200733 |
|                                         | Wohnhaus in geschlossener Bebauung | Wasserturmstraße 36 (Karte)                 | Um 1540 | Markanter breitgelagerter Bau mit Satteldach und Segmentbogenportal, stadtentwicklungsgeschichtlich bedeutend, seit 2019 zugehörig zur Kernzone des UNESCO-Welterbes Montanregion Erzgebirge/Krušnohoří | 09200646 |
|                                         | Wohnhaus in geschlossener Bebauung | Weingasse 1 (Karte)                         | Um 1600, Kern älter                                                                                                 | Als weitgehend original erhaltener Renaissancebau mit profilierten und architravierten Gewänden im Obergeschoss, charakteristischem Steildach sowie auf Konsolen ruhenden Entlastungsbögen im Innern, bau- und stadtentwicklungsgeschichtlich bedeutend, dabei Innenausstattung schon von gewissem Seltenheitswert, Überformungen 1869 im Erdgeschossbereich, seit 2019 zugehörig zur Kernzone des UNESCO-Welterbes Montanregion Erzgebirge/Krušnohoří | 09200457 |
|                                         | Wohnhaus in geschlossener Bebauung | Weingasse 2 (Karte)                         | Um 1583 | Langgestrecktes vielachsiges markantes Renaissancehaus mit hohem Satteldach, trotz der historisierenden Ladeneinbauten fast der Prototyp eines Bürgerhauses aus dem 16. Jahrhundert, zeitweiliger Aufenthaltsort von Alexander von Humboldt (1791–1792), architekturhistorisch, stadtentwicklungs- und personengeschichtlich bedeutend sowie baukünstlerisch von Belang, seit 2019 zugehörig zur Kernzone des UNESCO-Welterbes Montanregion Erzgebirge/Krušnohoří | 09200330 |
|                                         | Fassade des Erdgeschosses und bemalte Holzbalkendecke | Weingasse 3 (Karte)                         | Nach 1570 | Bedeutsame Gebäudeteile, die Front mit gotisierendem Fassadenschmuck im Erdgeschoss, die Decke aus dem späten 17. Jahrhundert, baugeschichtlich und künstlerisch bedeutend, seit 2019 zugehörig zur Kernzone des UNESCO-Welterbes Montanregion Erzgebirge/Krušnohoří | 09200460 |
|                                         | Mietshaus in geschlossener Bebauung | Weingasse 4 (Karte)                         | 1889 | Eindrucksvolles historisierendes Gebäude mit aufwändiger Klinker-Sandstein-Fassade und vielgestaltiger Ladenzone im Erdgeschoss, bau- und stadtentwicklungsgeschichtlich bedeutend, seit 2019 zugehörig zur Kernzone des UNESCO-Welterbes Montanregion Erzgebirge/Krušnohoří | 09200458 |
|                                         | Wohnhaus in geschlossener Bebauung | Weingasse 5 (Karte)                         | Um 1600 | Gebäude der Renaissance, im 19. Jahrhundert, straßenseitige Fassade im 19. Jahrhundert grundlegend verändert, heute historistische, klar gegliederter Fassadenarchitektur, in dieser qualitätvollen und zeittypischen Form baugeschichtlich bedeutend, zudem stadtentwicklungsgeschichtlich von Belang, seit 2019 zugehörig zur Kernzone des UNESCO-Welterbes Montanregion Erzgebirge/Krušnohoří | 09200461 |
|                                         | Mietshaus in geschlossener Bebauung | Weingasse 6 (Karte)                         | Ende 19. Jahrhundert                                                                                                | Eindrucksvolles historisierendes Gebäude mit aufwändiger Fassadengestaltung, bau- und stadtentwicklungsgeschichtlich bedeutend, seit 2019 zugehörig zur Kernzone des UNESCO-Welterbes Montanregion Erzgebirge/Krušnohoří | 09200459 |
|                                         | Historisierende Ladenzone und Haustür | Weingasse 7 (Karte)                         | Um 1890 | Gestalterisch qualitätvolle Baudetails von architekturhistorischem Wert (Zeugniswert), seit 2019 zugehörig zur Kernzone des UNESCO-Welterbes Montanregion Erzgebirge/Krušnohoří | 09200901 |
|                                         | Wohn- und Geschäftshaus in geschlossener Bebauung | Weingasse 8 (Karte)                         | Bezeichnet mit 1903                                                                                                 | Bedeutendstes Jugendstilgebäude in Freibergs Altstadt, gehört außerdem zu den in Sachsen eher seltenen reinen Jugendstilbauten (zumeist sind diese noch mit historisierenden Elementen versehen), bau- und stadtentwicklungsgeschichtlich bedeutend sowie von singulärer Bedeutung, seit 2019 zugehörig zur Kernzone des UNESCO-Welterbes Montanregion Erzgebirge/Krušnohoří | 09200385 |
|                                         | Wohnhaus in geschlossener Bebauung | Weingasse 9 (Karte)                         | Mitte 16. Jahrhundert                                                                                               | Als eines der letzten stätgotischen Giebelhäuser Freibergs mit zeittypischen Gewänden von singulärer baugeschichtlicher und stadtentwicklungsgeschichtlicher Bedeutung, seit 2019 zugehörig zur Kernzone des UNESCO-Welterbes Montanregion Erzgebirge/Krušnohoří | 09200462 |
|                                         | Wohnhaus in geschlossener Bebauung | Weingasse 10 (Karte)                        | Bezeichnet mit 1903                                                                                                 | Charakteristischer Bau der Jahrhundertwende mit Ladenzone und historisierender, dekorativer Klinker-Sandstein-Fassade bereichert durch einige Jugendstildetails (z. B. Initialen und Datierung), bau- und stadtentwicklungsgeschichtlich bedeutend, seit 2019 zugehörig zur Kernzone des UNESCO-Welterbes Montanregion Erzgebirge/Krušnohoří | 09200384 |
|                                         | Wohnhaus in geschlossener Bebauung | Weingasse 17 (Karte)                        | Bezeichnet mit 1819                                                                                                 | Ursprünglich erhaltener Bau aus der Zeit des frühen Biedermeier (mit breitgelagerter Fassade, Mansarddach und Segmentbogenportal noch in barocker Tradition), von architekturhistorischem Wert, stadtentwicklungsgeschichtlich bedeutend usw., seit 2019 zugehörig zur Kernzone des UNESCO-Welterbes Montanregion Erzgebirge/Krušnohoří | 09200634 |
|                                         | Laden mit Decke in Farbglasgestaltung | Weingasse 25 (Karte)                        | Um 1900 | Ehemals Fleischerladen, markantes Beispiel historisierender Dekorationskunst, baugeschichtlich bedeutend, seit 2019 zugehörig zur Kernzone des UNESCO-Welterbes Montanregion Erzgebirge/Krušnohoří | 08992513 |
|                                         | Wohnhaus in geschlossener Bebauung | Weingasse 27 (Karte)                        | Um 1845 | Stadtentwicklungsgeschichtlich bedeutend, dabei auf jeden Fall bedeutend für das Ortsbild (zusammen mit Nr. 29 und Buttermarktgasse 1 und Nikolaigasse 1), seit 2019 zugehörig zur Kernzone des UNESCO-Welterbes Montanregion Erzgebirge/Krušnohoří | 09200633 |
|                                         | Wohnhaus in geschlossener Bebauung | Weingasse 29 (Karte)                        | Bezeichnet mit 1849                                                                                                 | Wohlproportionierter Bau aus der Mitte des 19. Jahrhunderts, von architekturhistorischem Wert (bauliches Zeugnis), bedeutend für das Ortsbild (Buttermarkt) und von stadtbaugeschichtlichem Wert, seit 2019 zugehörig zur Kernzone des UNESCO-Welterbes Montanregion Erzgebirge/Krušnohoří | 09200632 |

## Ehemaliges Denkmal
| Bild | Bezeichnung                                        | Lage                        | Datierung | Beschreibung | ID       |
| ---- | -------------------------------------------------- | --------------------------- | --------- | --- | -------- |
|      | Straßenseitige Erdgeschosswand mit Sandsteinportal | Waisenhausstraße 16 (Karte) | Um 1800   | Reste eines Wohnhauses vor allem aus dem 18. Jahrhundert, gewisser stadtentwicklungsgeschichtlicher Wert. Zwischen 2009 und 2014 abgerissen. | 09200014 |

## Tabellenlegende
- Bild: Bild des Kulturdenkmals, ggf. zusätzlich mit einem Link zu weiteren Fotos des Kulturdenkmals im Medienarchiv Wikimedia Commons. Wenn man auf das Kamerasymbol klickt, können Fotos zu Kulturdenkmalen aus dieser Liste hochgeladen werden:
- Bezeichnung: Denkmalgeschützte Objekte und ggf. Bauwerksname des Kulturdenkmals
- Lage: Straßenname und Hausnummer oder Flurstücknummer des Kulturdenkmals. Die Grundsortierung der Liste erfolgt nach dieser Adresse. Der Link (Karte) führt zu verschiedenen Kartendiensten mit der Position des Kulturdenkmals. Fehlt dieser Link, wurden die Koordinaten noch nicht eingetragen. Sind diese bekannt, können sie über ein Tool mit einer Kartenansicht einfach nachgetragen werden. In dieser Kartenansicht sind Kulturdenkmale ohne Koordinaten mit einem roten bzw. orangen Marker dargestellt und können durch Verschieben auf die richtige Position in der Karte mit Koordinaten versehen werden. Kulturdenkmale ohne Bild sind an einem blauen bzw. roten Marker erkennbar.
- Datierung: Baubeginn, Fertigstellung, Datum der Erstnennung oder grobe zeitliche Einordnung entsprechend des Eintrags in der sächsischen Denkmaldatenbank
- Beschreibung: Kurzcharakteristik des Kulturdenkmals entsprechend des Eintrags in der sächsischen Denkmaldatenbank, ggf. ergänzt durch die dort nur selten veröffentlichten Erfassungstexte oder zusätzliche Informationen
- ID: Vom Landesamt für Denkmalpflege Sachsen vergebene, das Kulturdenkmal eindeutig identifizierende Objekt-Nummer. Der Link führt zum PDF-Denkmaldokument des Landesamtes für Denkmalpflege Sachsen. Bei ehemaligen Kulturdenkmalen können die Objektnummern unbekannt sein und deshalb fehlen bzw. die Links von aus der Datenbank entfernten Objektnummern ins Leere führen. Ein ggf. vorhandenes Icon  führt zu den Angaben des Kulturdenkmals bei Wikidata.